# 県民の建物100選

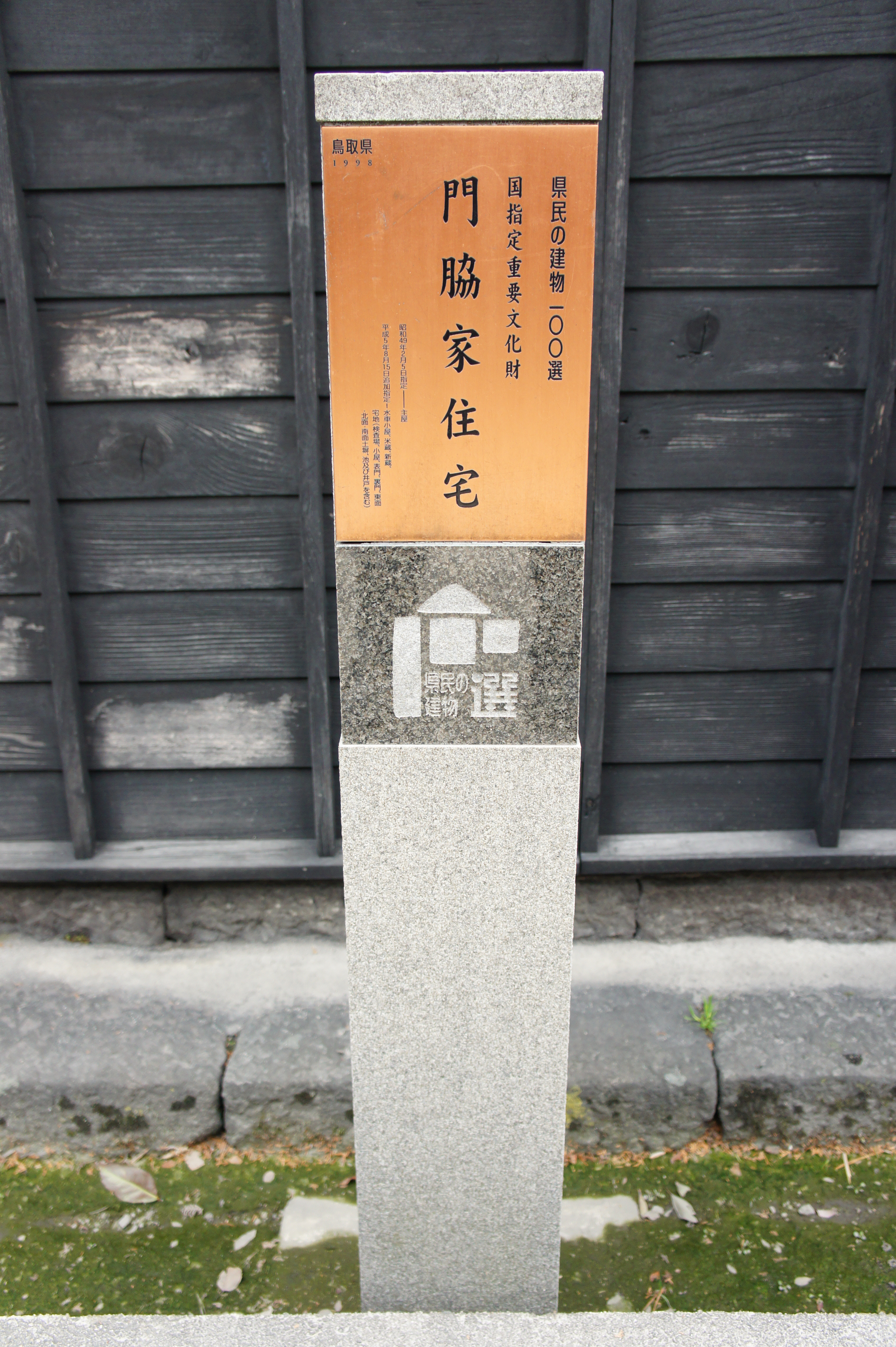
県民の建物100選石碑
（門脇家住宅）

県民の建物100選（けんみんのたてものひゃくせん）とは、鳥取県が県内にある優れた建築物を再認識するため、県の建築文化を形成したり新しい文化の創造に寄与するような県を代表する建築物100箇所を選定したものである。
広く県民に建築物やまちなみに関心をもってもらうとともに、新しい建築文化の創造や貴重な建築文化の保存活用を図り、地域に根ざした個性豊かな魅力のあるまちづくりをめざしていくことを目的としている。

## 選定基準
1. 県民に親しまれている建築物
2. 本県の歴史、文化を物語る建築物
3. 本県の風土・生活様式等を反映した建築物
4. 特徴的なまち並みを形成している建築物群
5. その他本県の建築文化を物語る特徴的な建築物

## 建物一覧
| 区分                                                  | 東部 | 中部 | 西部 |
| ----------------------------------------------------- | --- | --- | --- |
| 1 ふるさとの祈り （神社・寺院等）                     | 摩尼寺 聖神社 樗谿神社 岡益の石堂 不動院岩屋堂 豊乗寺 宇倍神社 林泉寺（鐘楼）                                                                                    | 長谷寺本堂内厨子 倭文神社 三徳山三仏寺 神崎神社                                                            | 大神山神社奥宮 大山寺（阿弥陀堂） 大山寺宿坊（理観院） 名和神社 蚊屋島神社                                                                     |
| 2 物語る歴史と風土 （民家：農村部の庄屋等）           | 有隣荘 福田家住宅 木下家住宅 矢部家住宅 三百田氏住宅 | 尾崎家住宅 鳥飼家住宅 河本家住宅 向井家住宅 斉尾家住宅                                                     | 高田家住宅 庄司家住宅 門脇家住宅 吉持家住宅 |
| 3 浪漫と郷愁へのいざない （まちなみ、民家、近代和風） | 箕浦家武家門 天徳寺本堂 行徳苑 立川のまちなみ 若桜町蔵通り 若桜町カリヤ通り 若桜町歴史民俗資料館 智頭のまちなみ 智頭宿・まちなみと建築 鹿野のまちなみ 板井原集落 | 飛龍閣 高田酒造 玉川沿い白壁土蔵群 江原酒造 小川酒造 橋津の藩倉 旅館大橋 倉吉の建築とまちなみ 光のまちなみ | 後藤家住宅 加茂川沿い土蔵群 旧鹿島家住宅 大寺屋船越家住宅 根雨のまちなみ 平野屋呉服店 所子のまちなみ                                           |
| 4 近代の息吹 （近代洋風建築）                         | 仁風閣 五臓圓ビル グランドアパート 旧尾崎家住宅 旧岩井小学校 旧歩兵第40聯隊 旧鳥取高等農業学校 小別府公民館 旧美歎水源地水道施設 山形小学校                      | 倉吉大店会 旧倉吉水道ポンプ室 余戸谷町のまちなみ 小鹿谷公民館                                              | 旧米子市庁舎 素鳳館 坂口合名ビル 米子専門大店ビル 旧山陰電気米子変電所 米子市水道記念館 旧江尾発電所 日野町歴史民俗資料館 山陰合同銀行根雨支店 |
| 5 薫り立つとっとり文化 （戦後から昭和40年代まで）     | 旧吉田璋也自邸・医院 鳥取県立博物館 プラザ佐治・佐治村役場 | 倉吉市庁舎 倉吉博物館                                                                                      | 米子市公会堂 東光園 |
| 6 21世紀の架け橋 （現代建築）                         | わらべ館 因幡万葉歴史館 流しびなの館 | 燕趙園 | 海とくらしの史料館 シンフォニーガーデン 植田正治写真美術館                                                                                     |

## ギャラリー

物語る歴史と風土
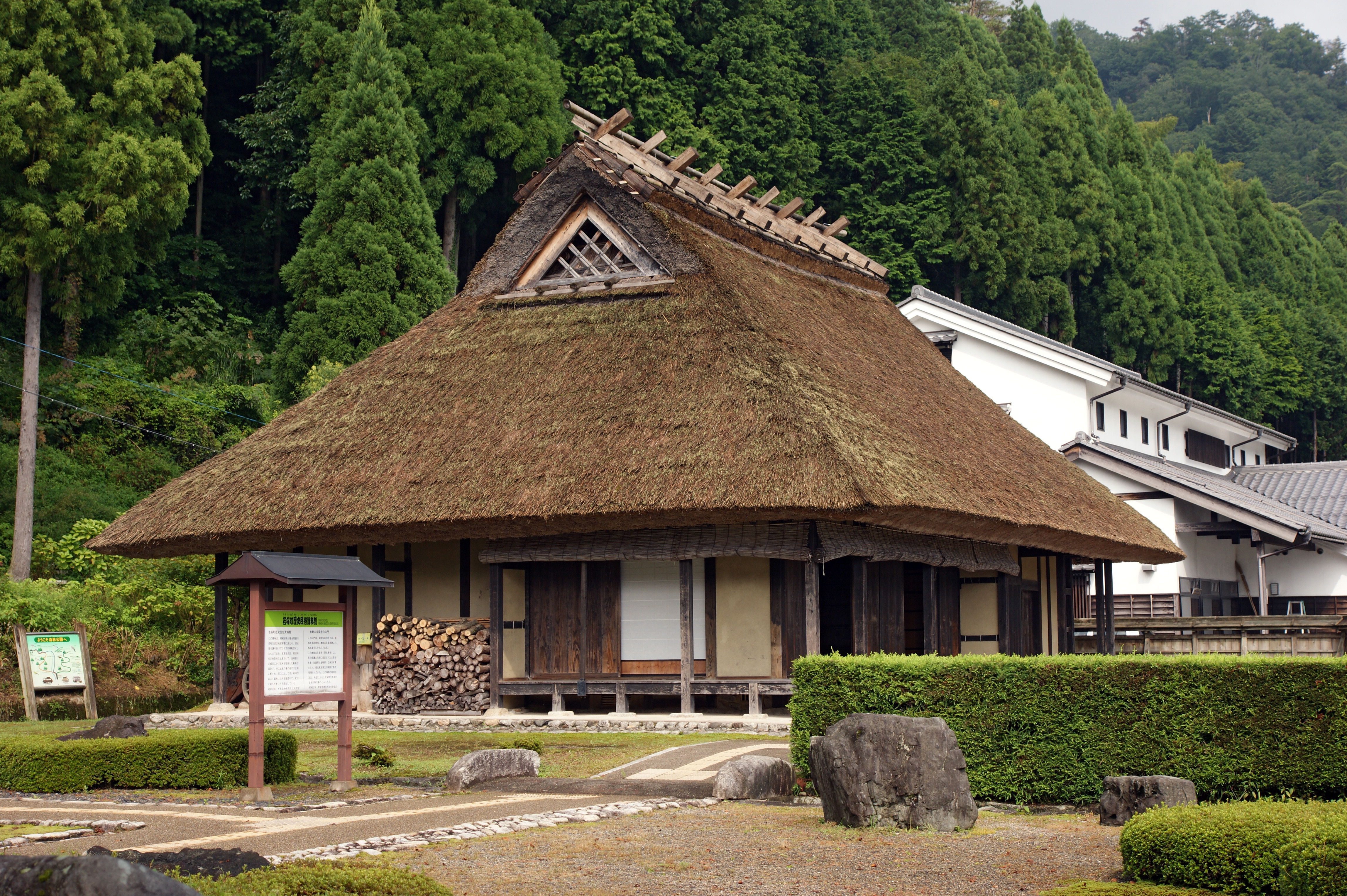
三百田氏住宅
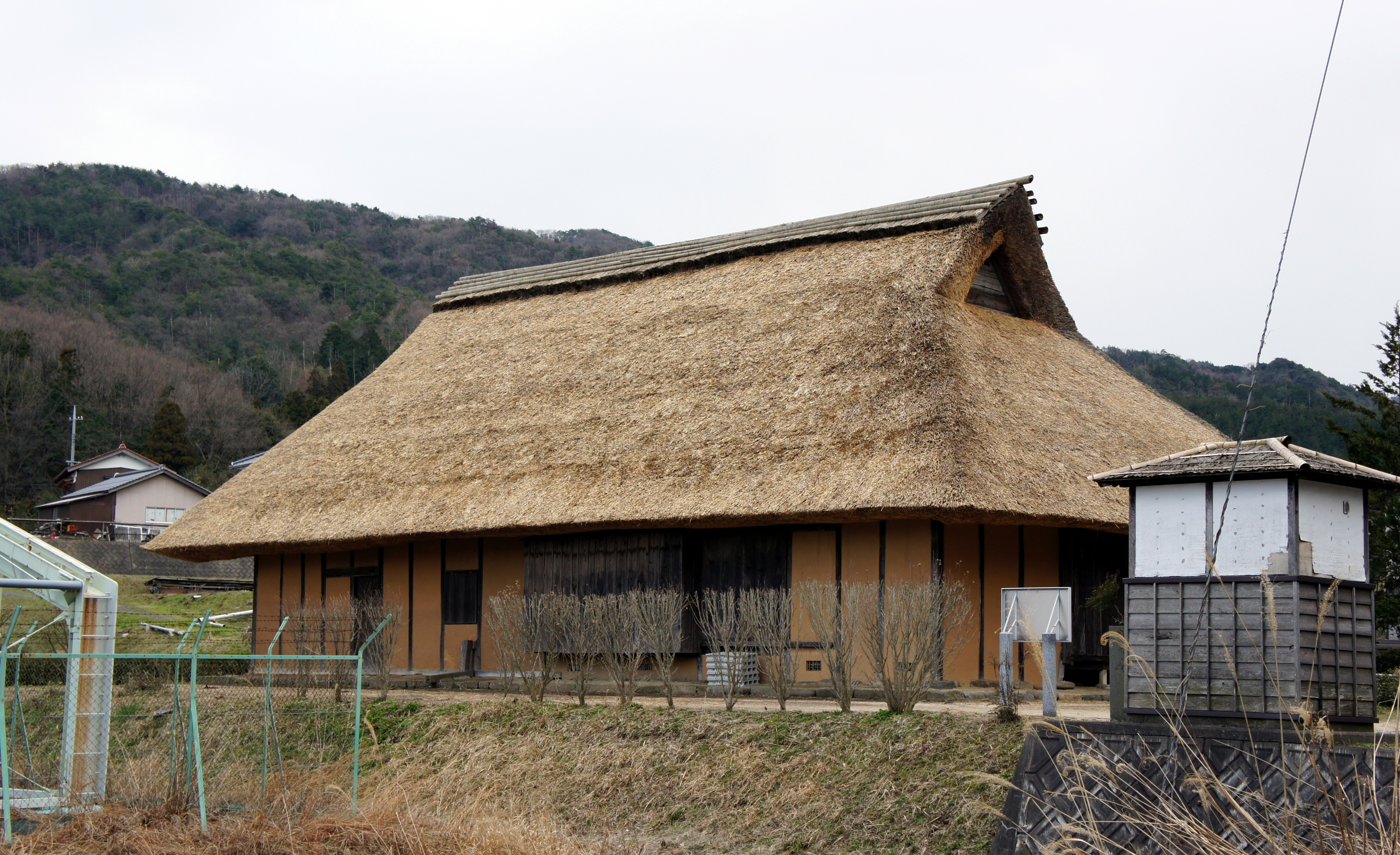
鳥飼家住宅
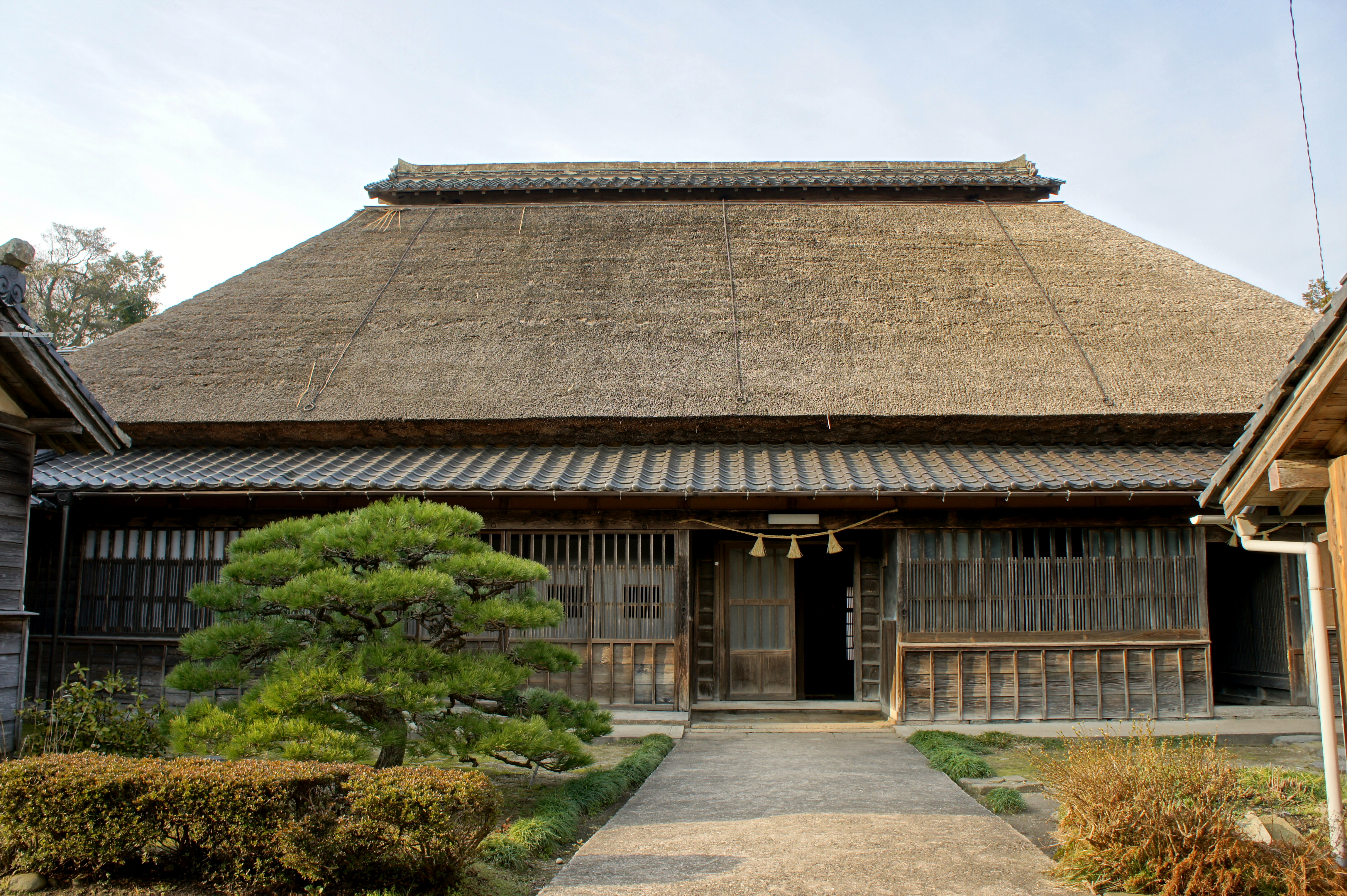
河本家住宅
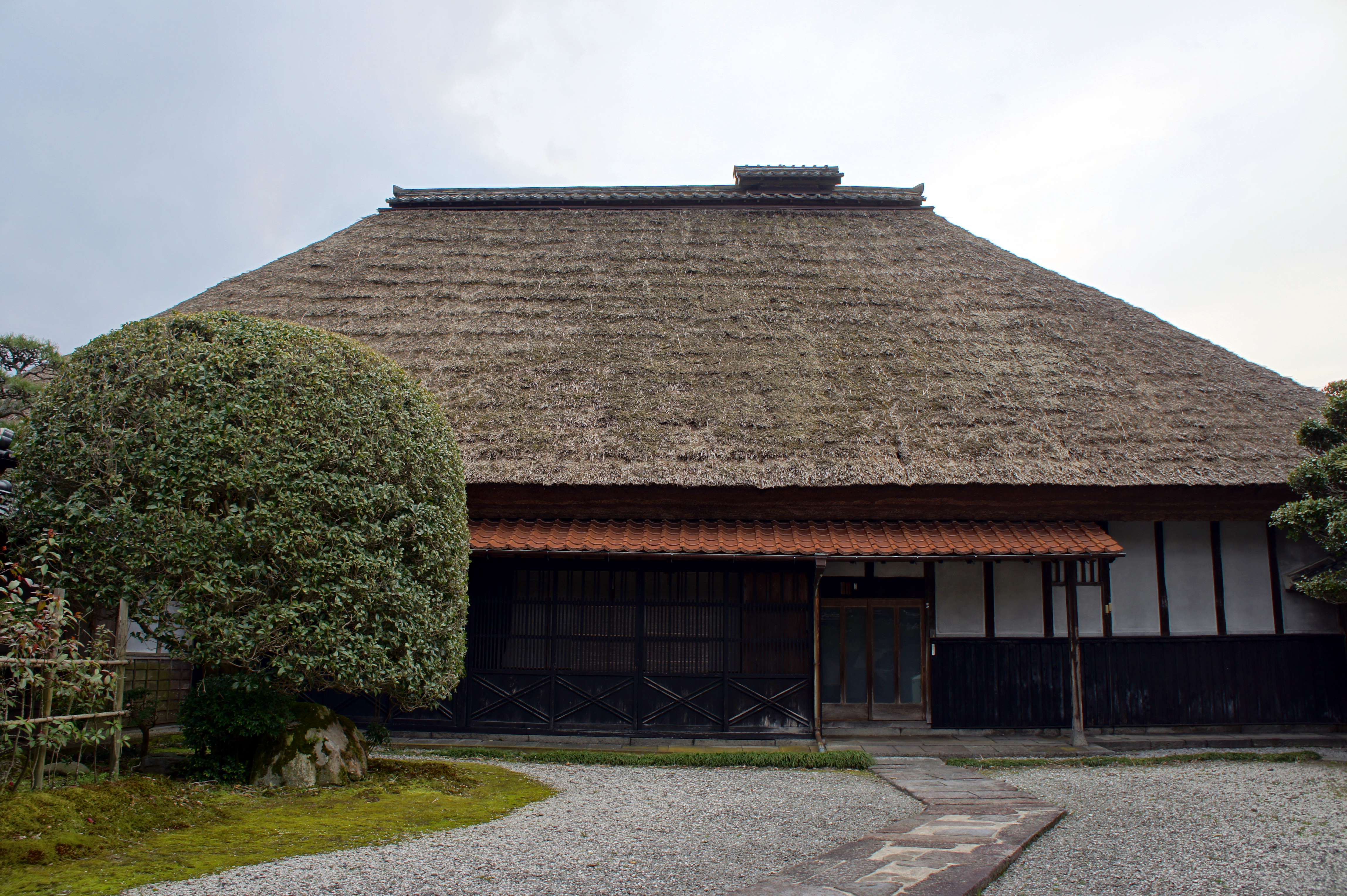
門脇家住宅

近代の息吹
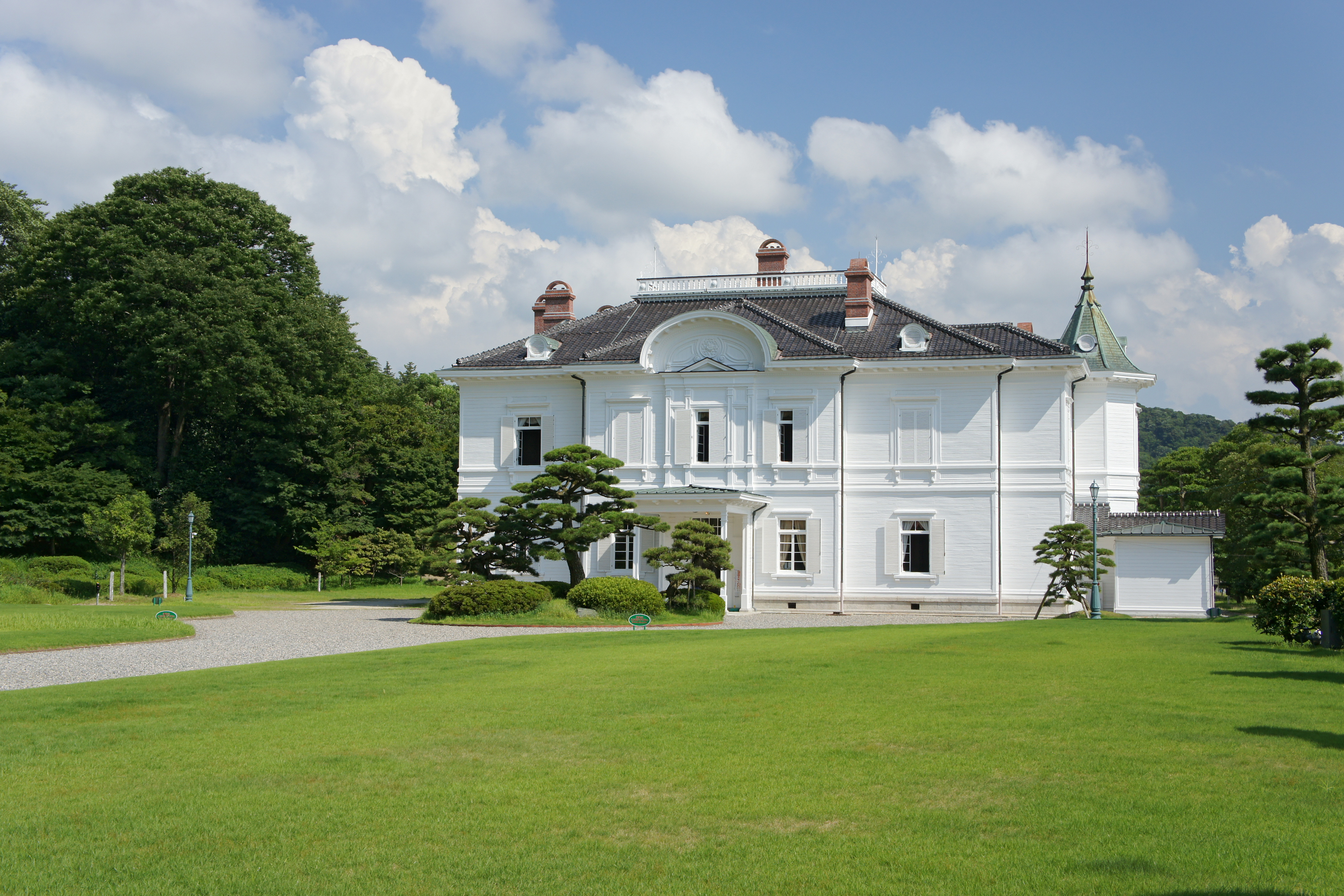
仁風閣
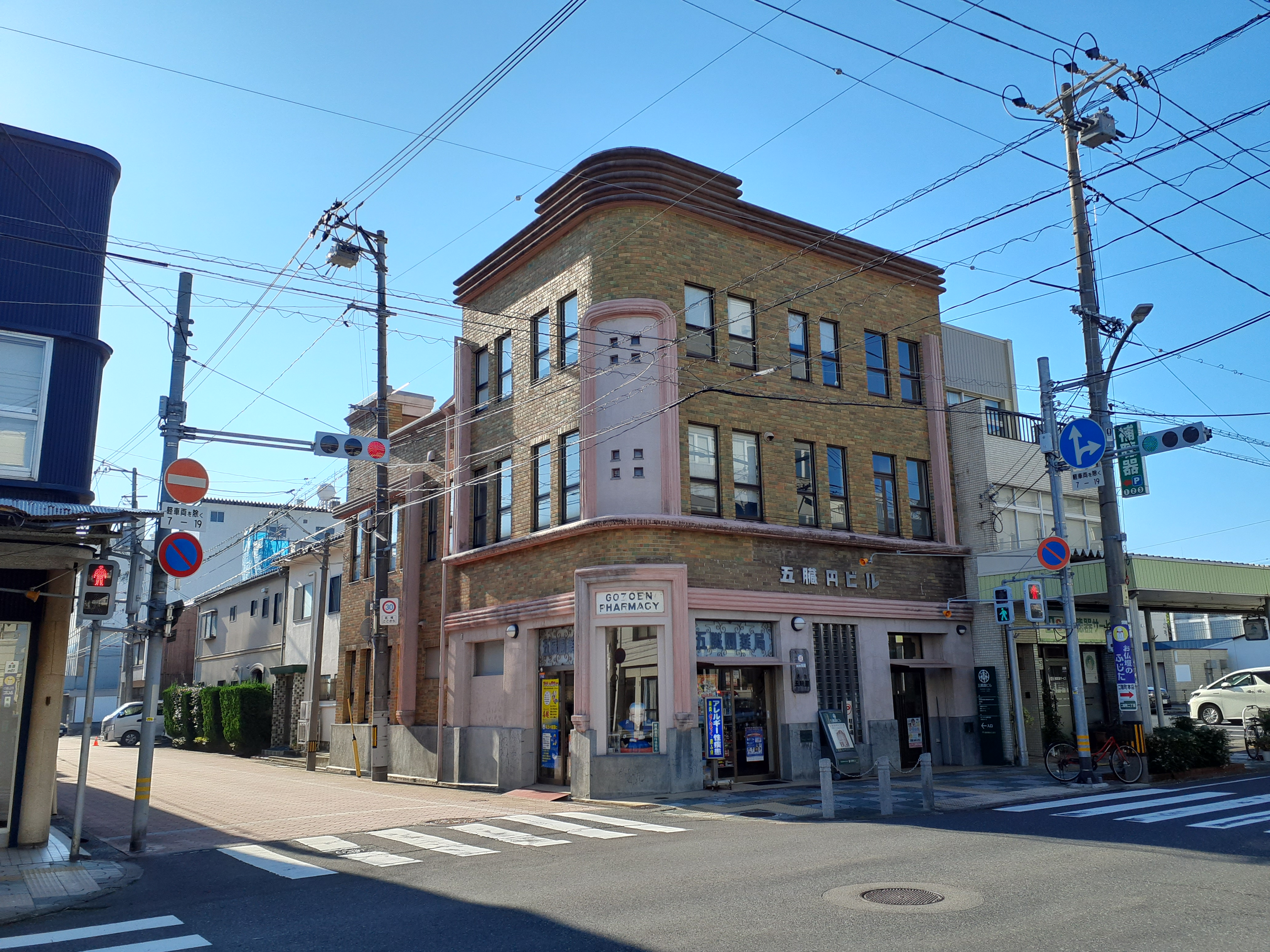
五臓圓ビル
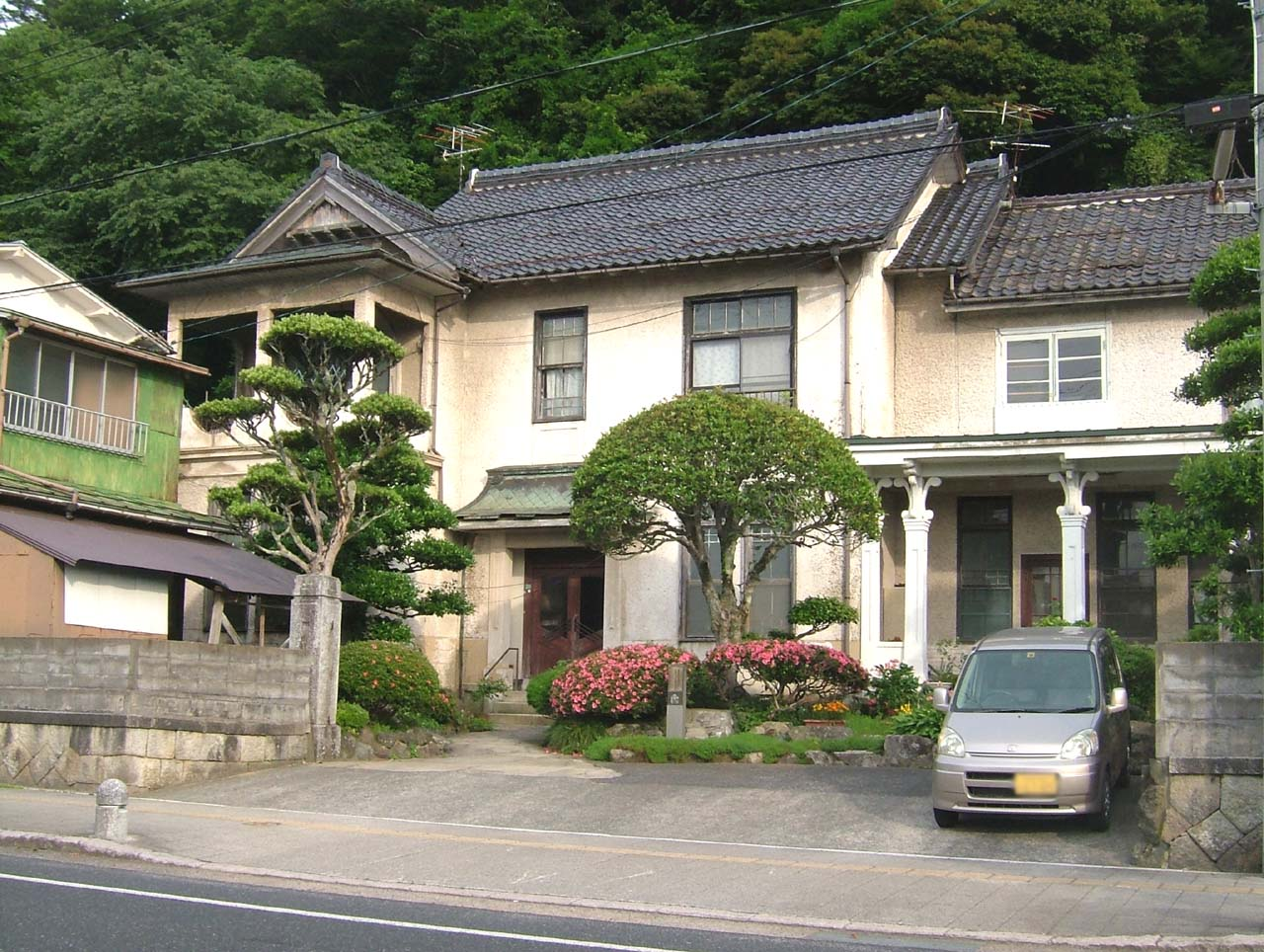
上町グランドアパート
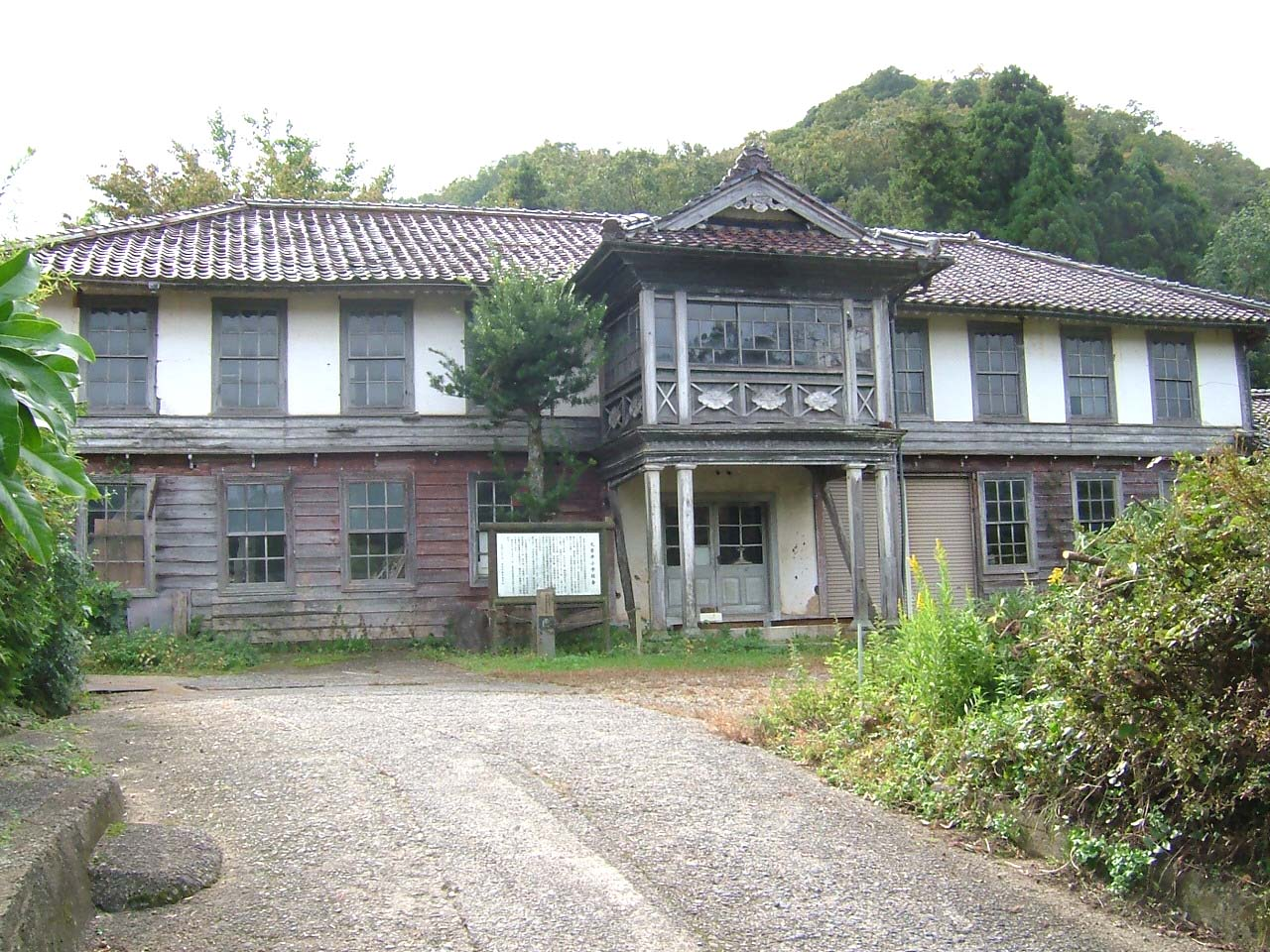
旧岩井小学校
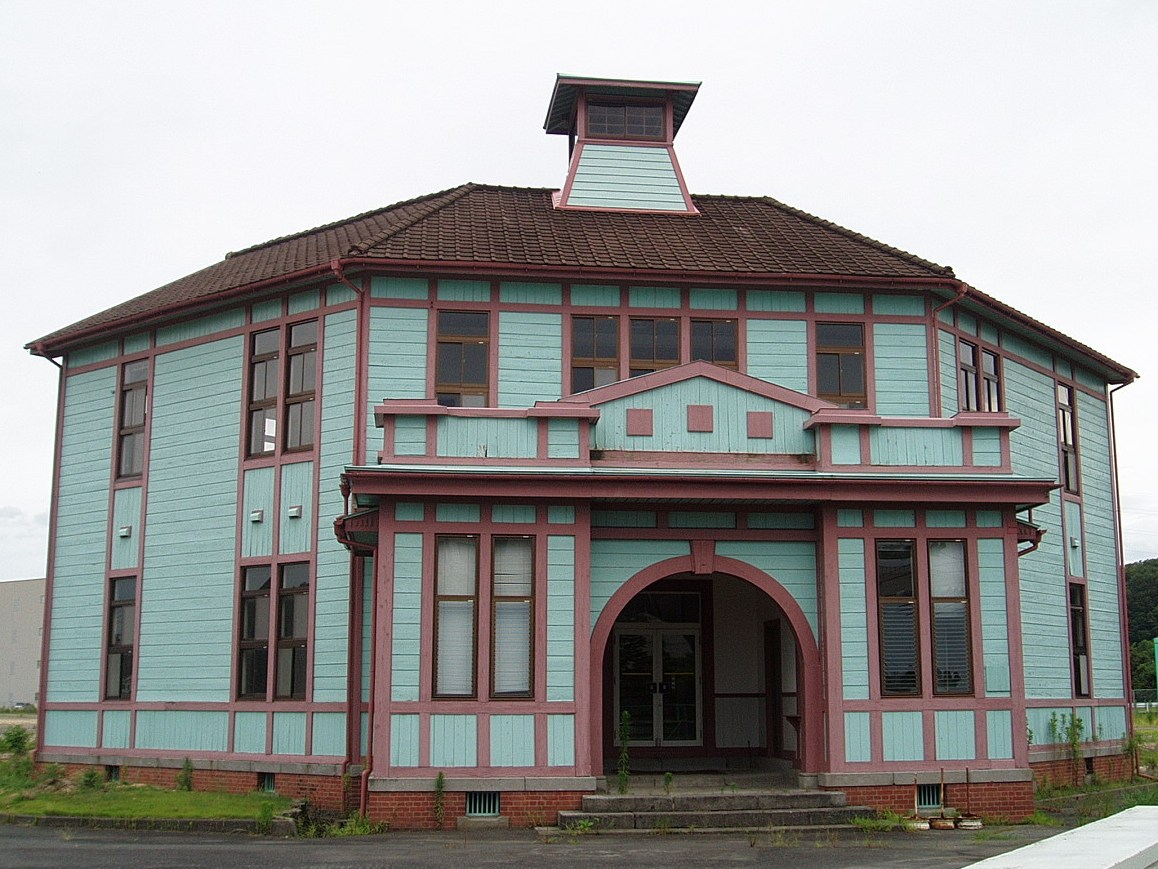
鳥取高等農業学校
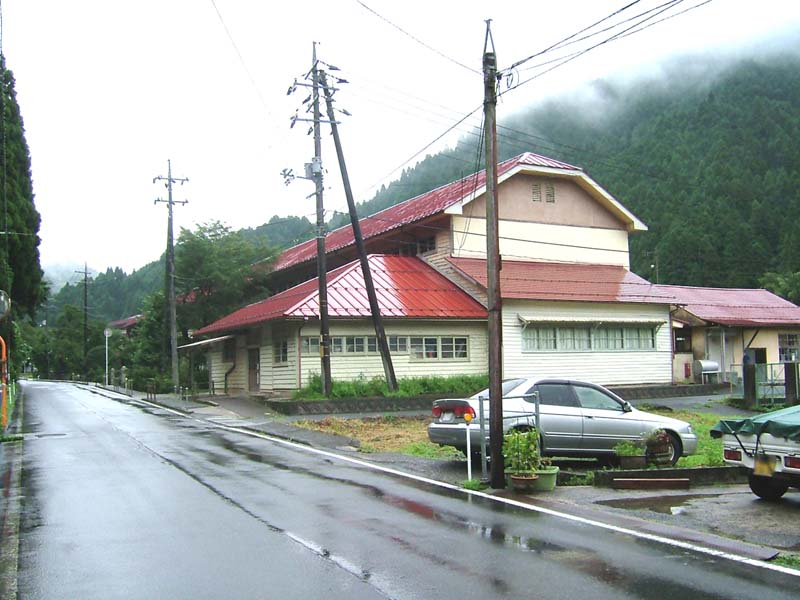
旧山形小学校
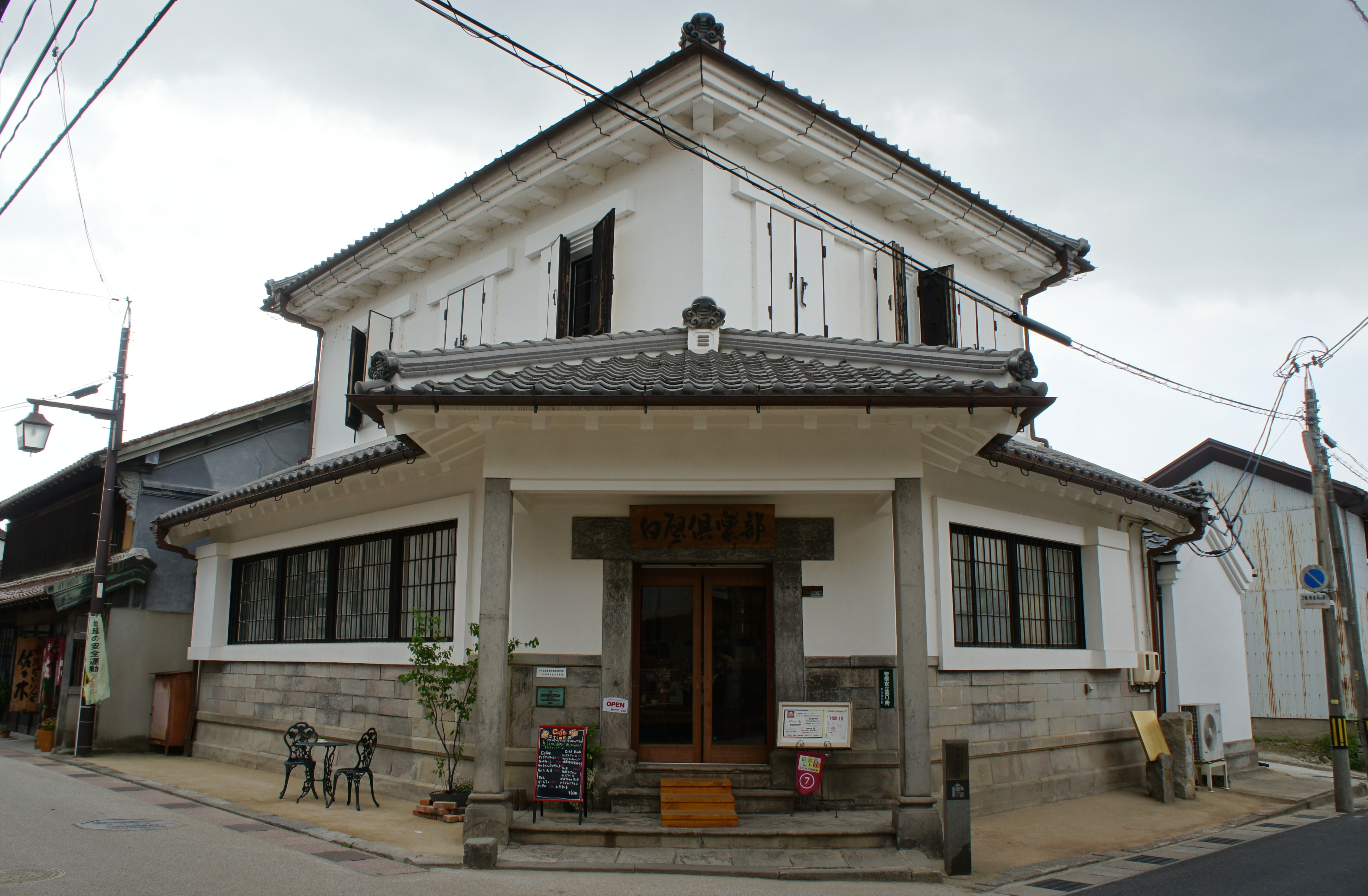
倉吉大店会
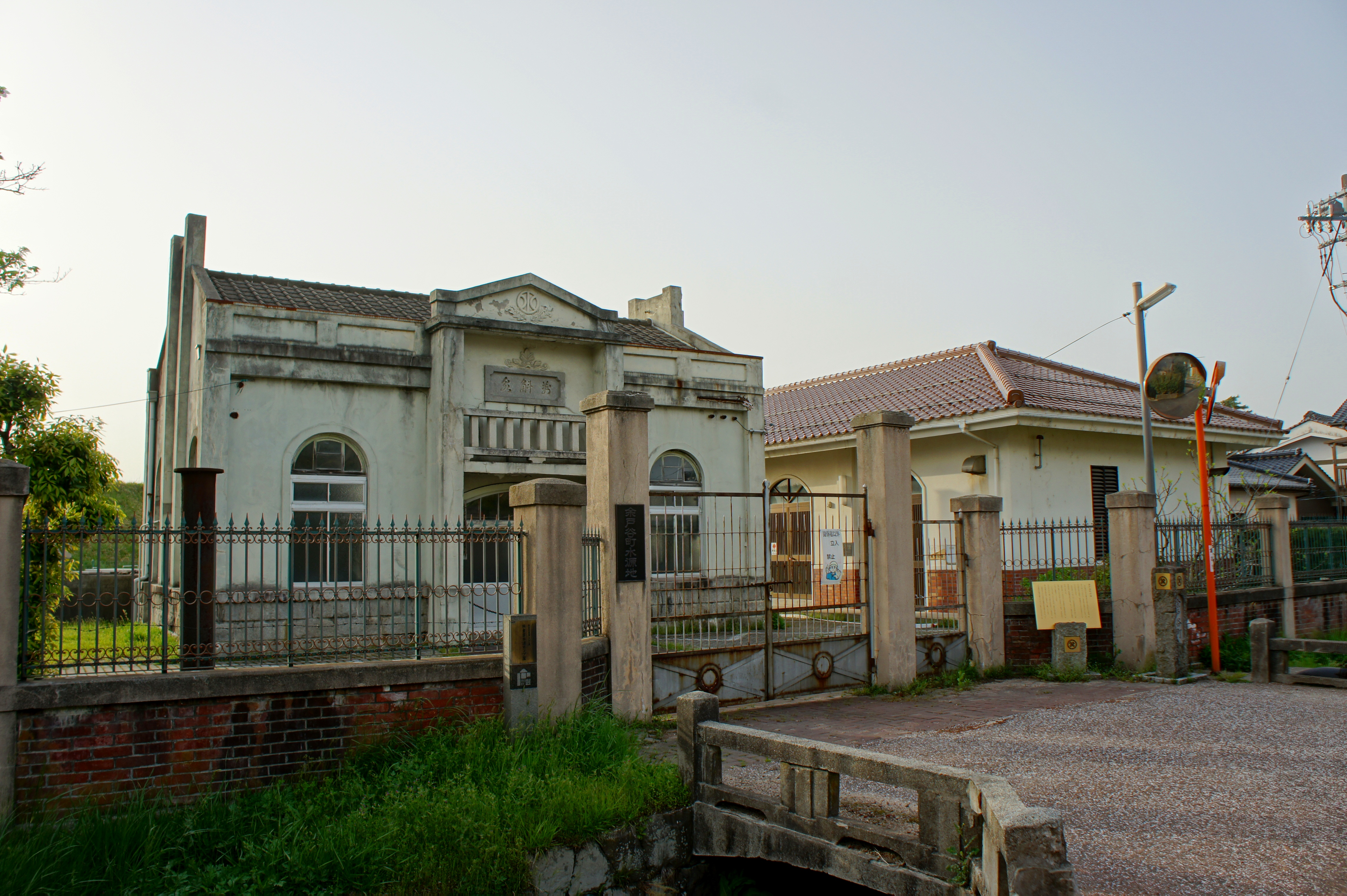
旧倉吉町水源地ポンプ室
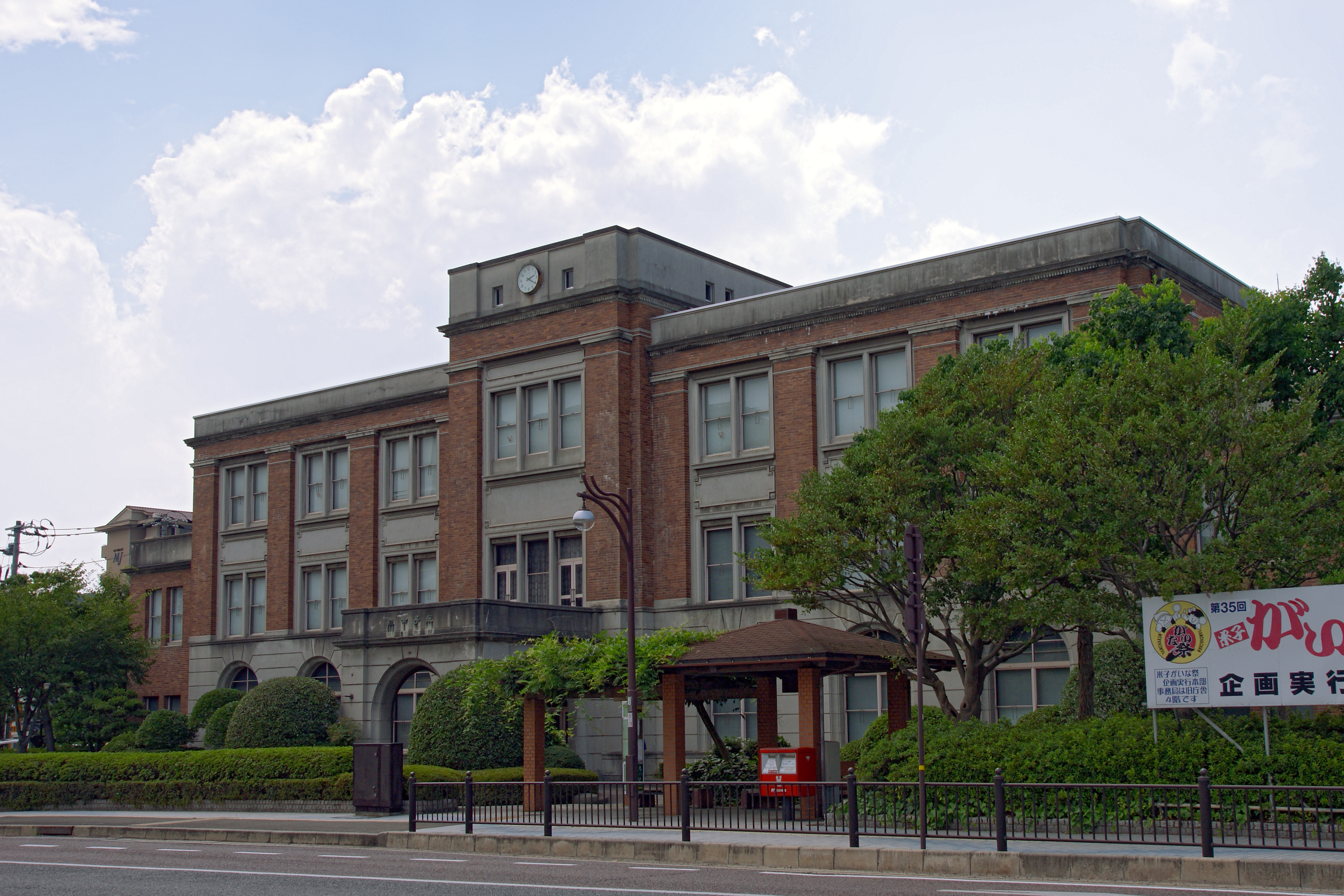
旧米子市庁舎
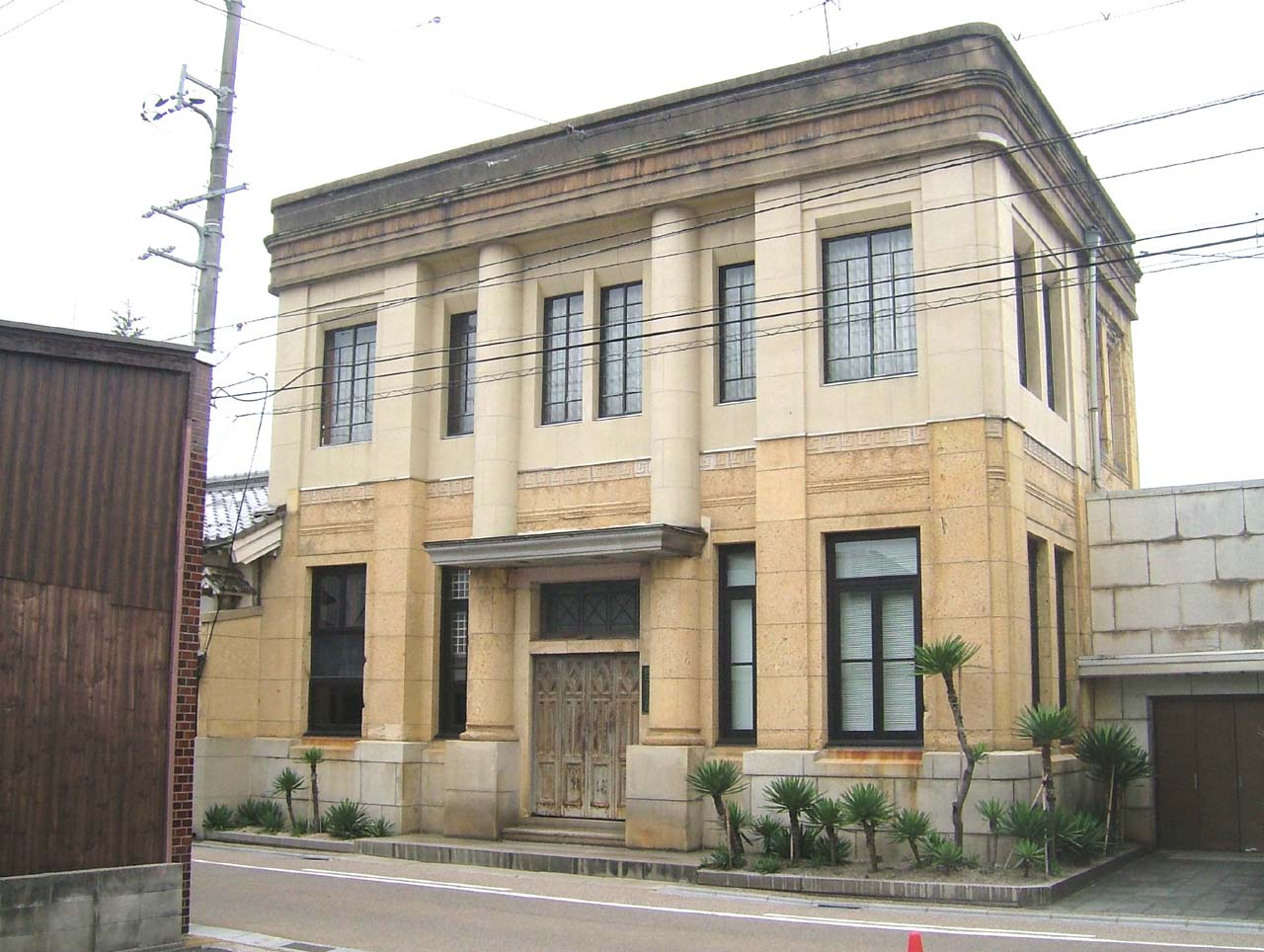
坂口合名ビル
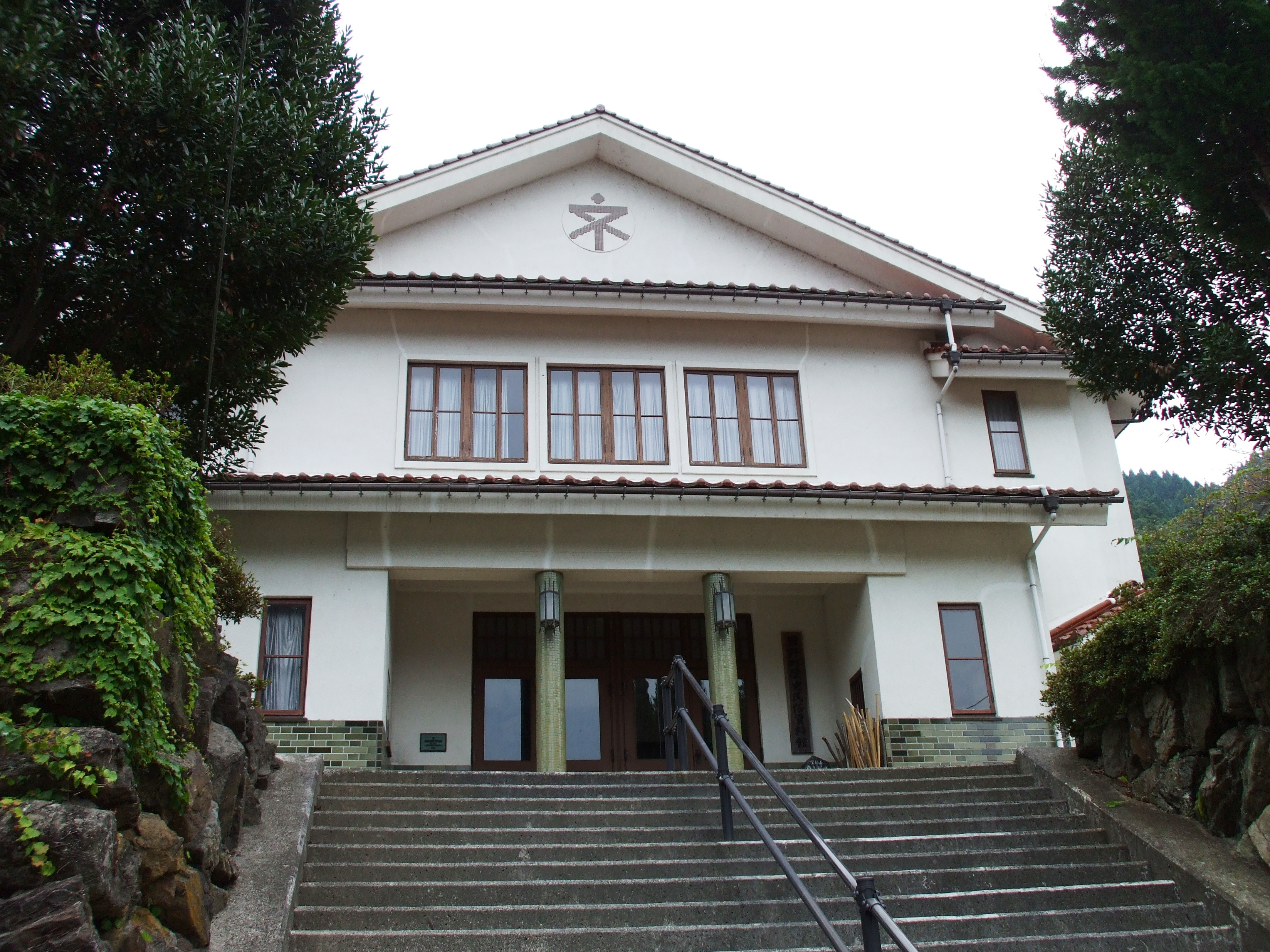
日野町歴史民俗資料館
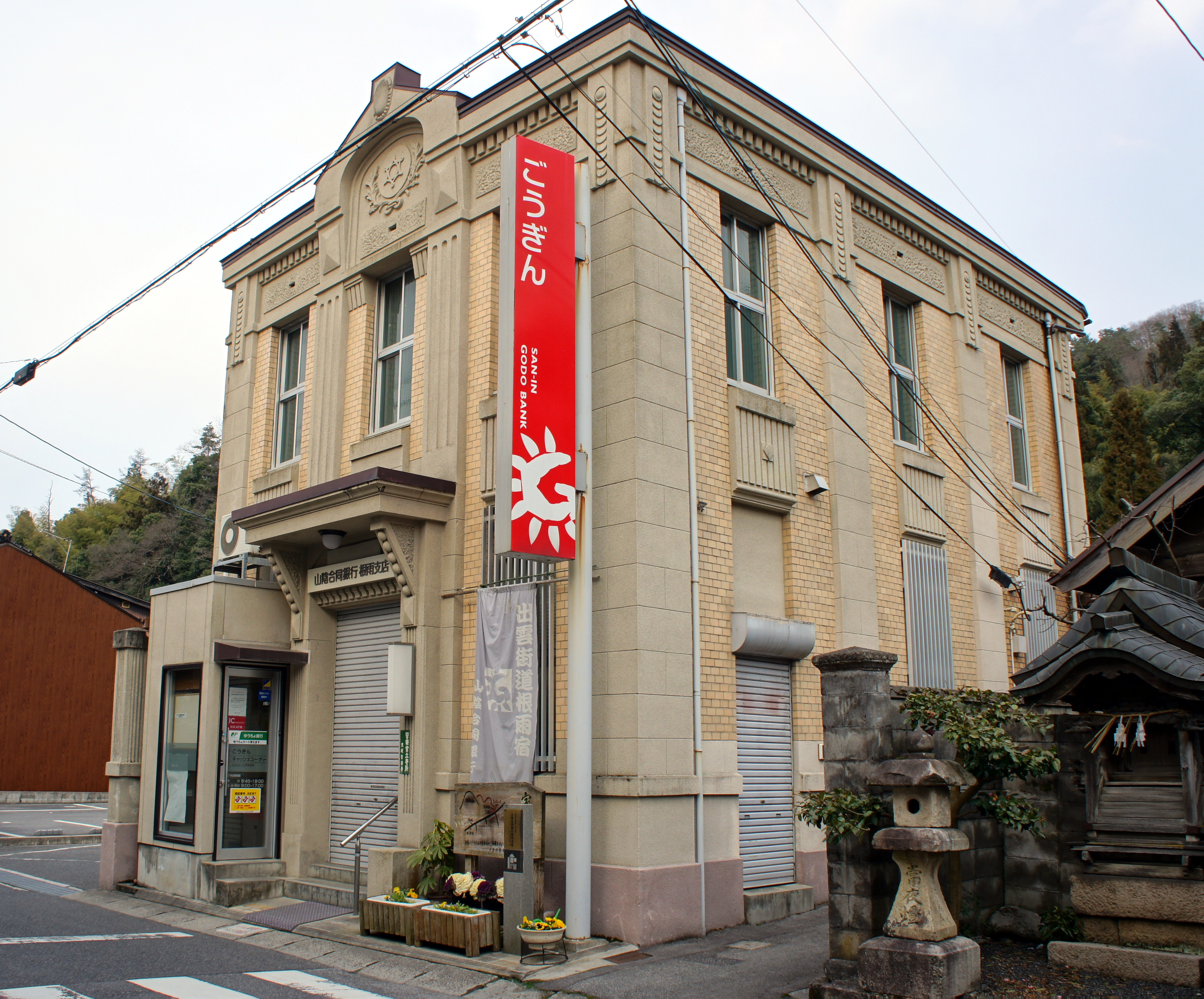
山陰合同銀行根雨支店

薫り立つとっとり文化
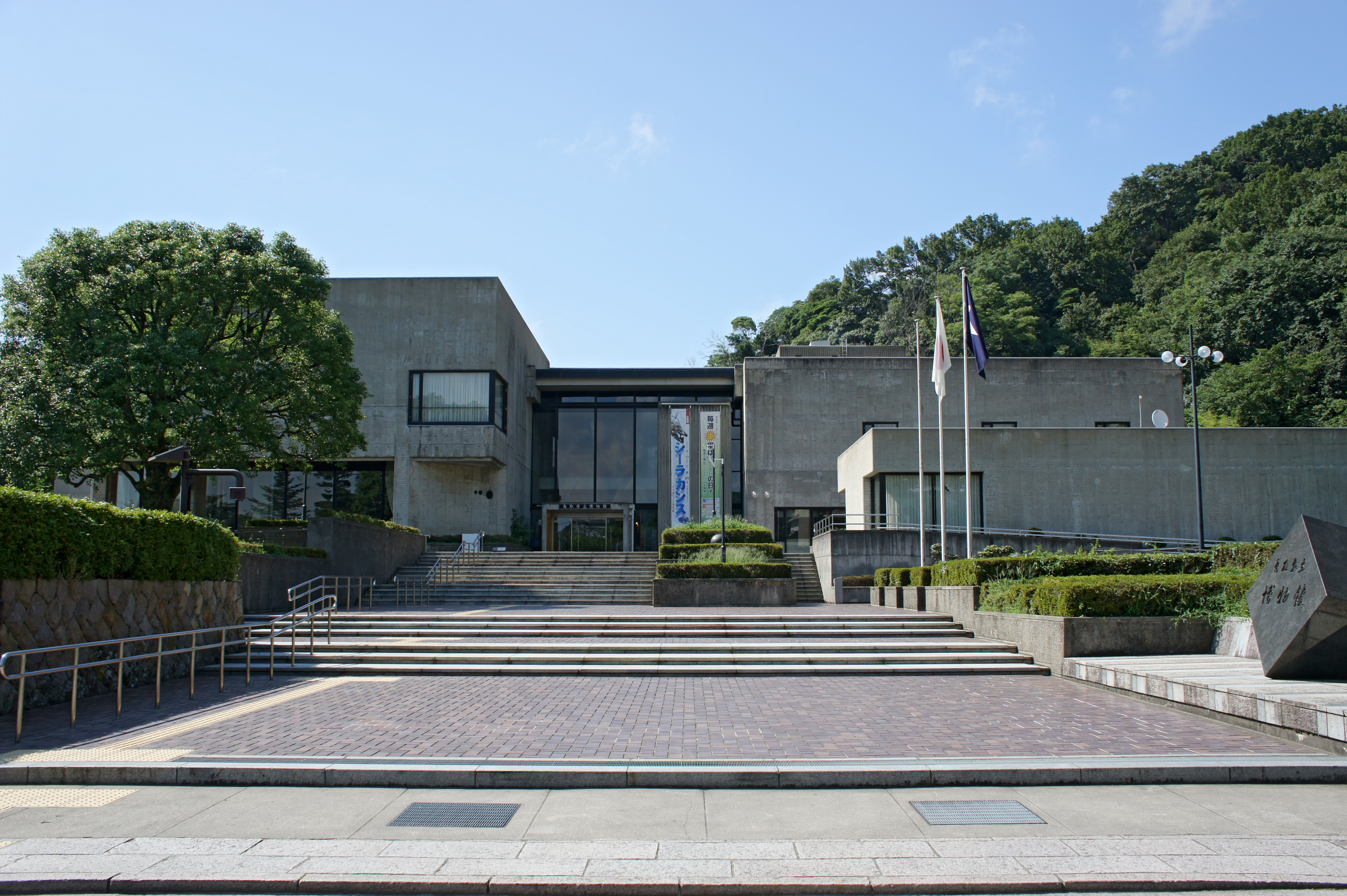
鳥取県立博物館
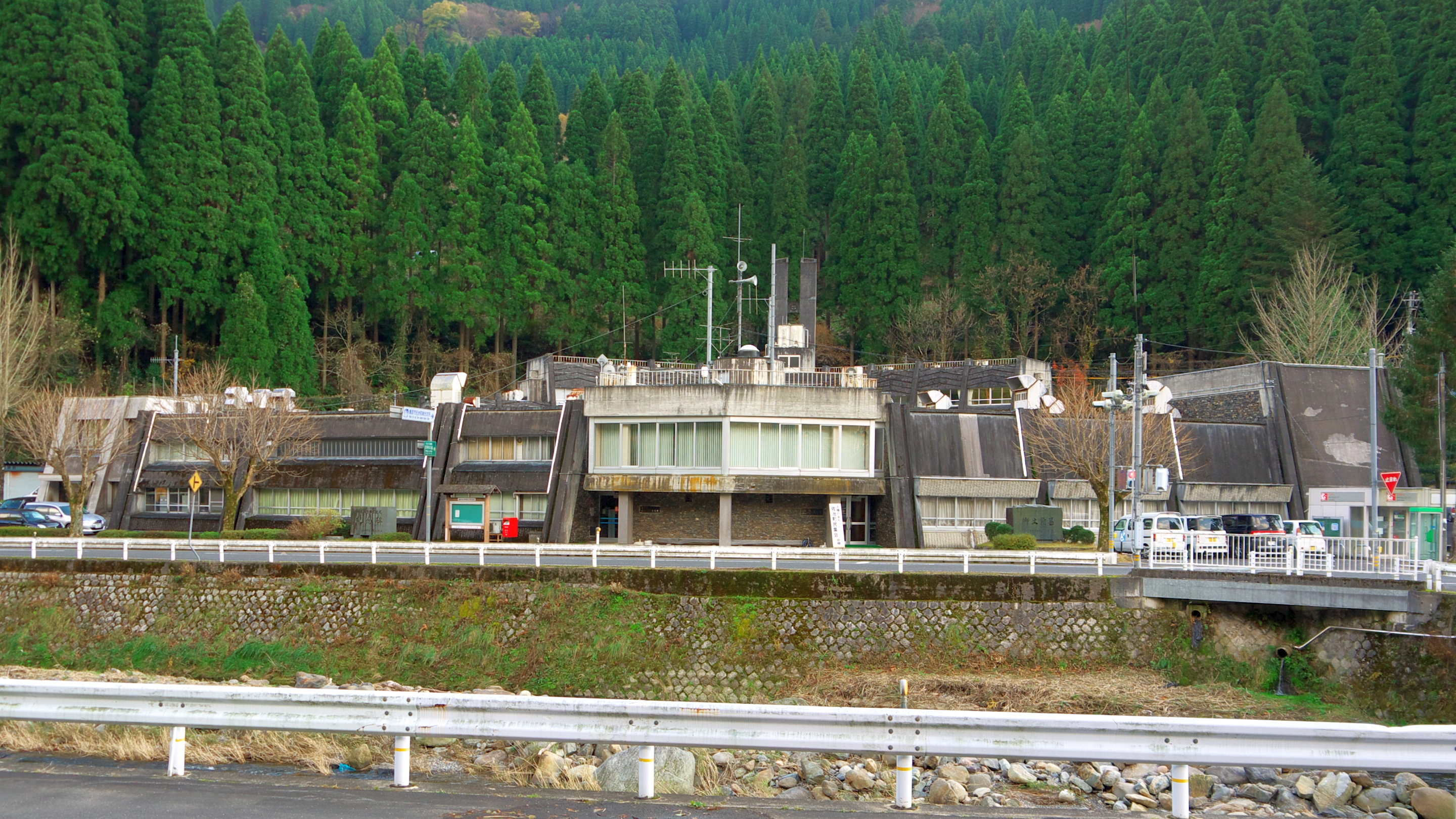
プラザ佐治・佐治村役場
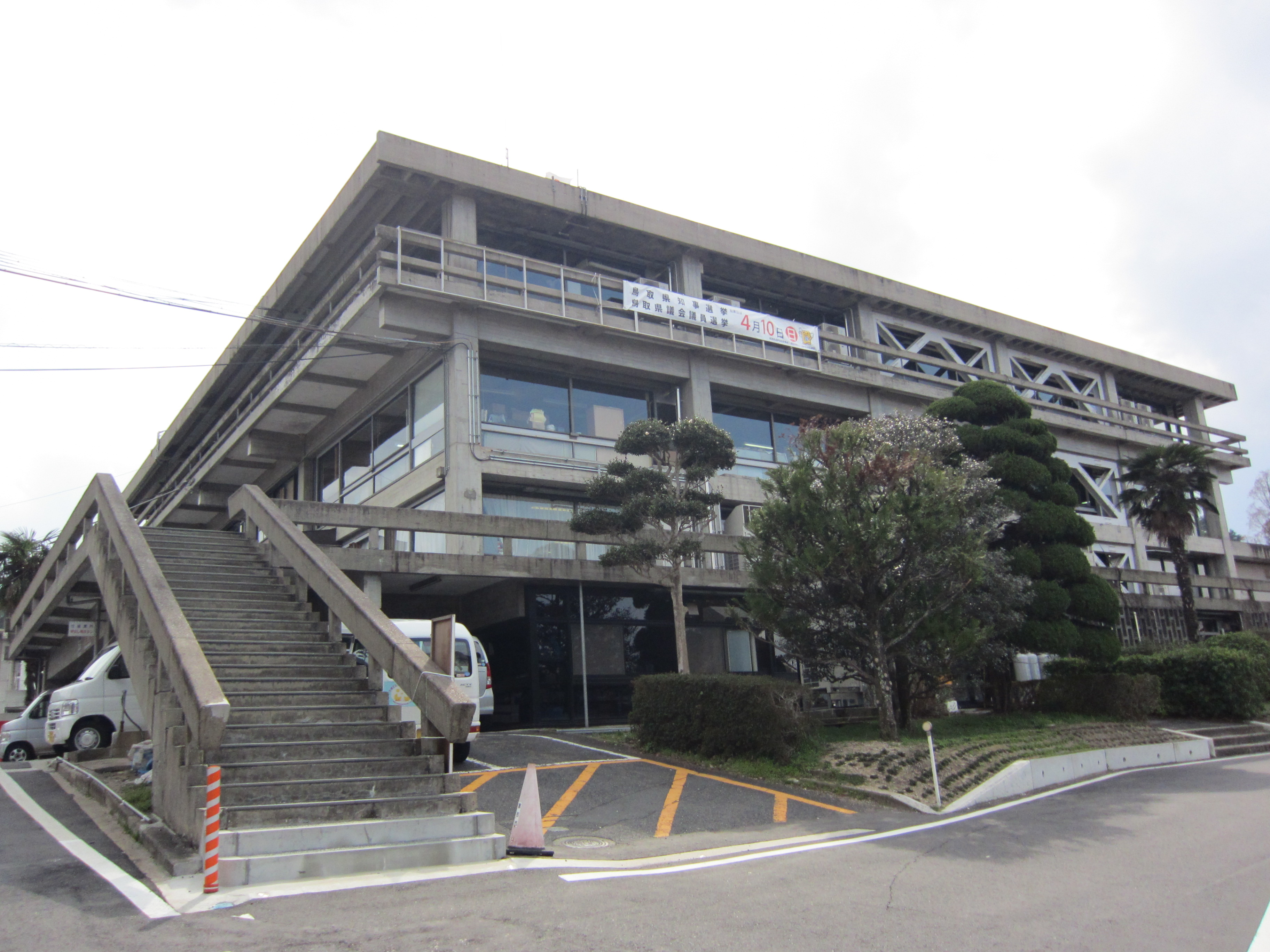
倉吉市庁舎
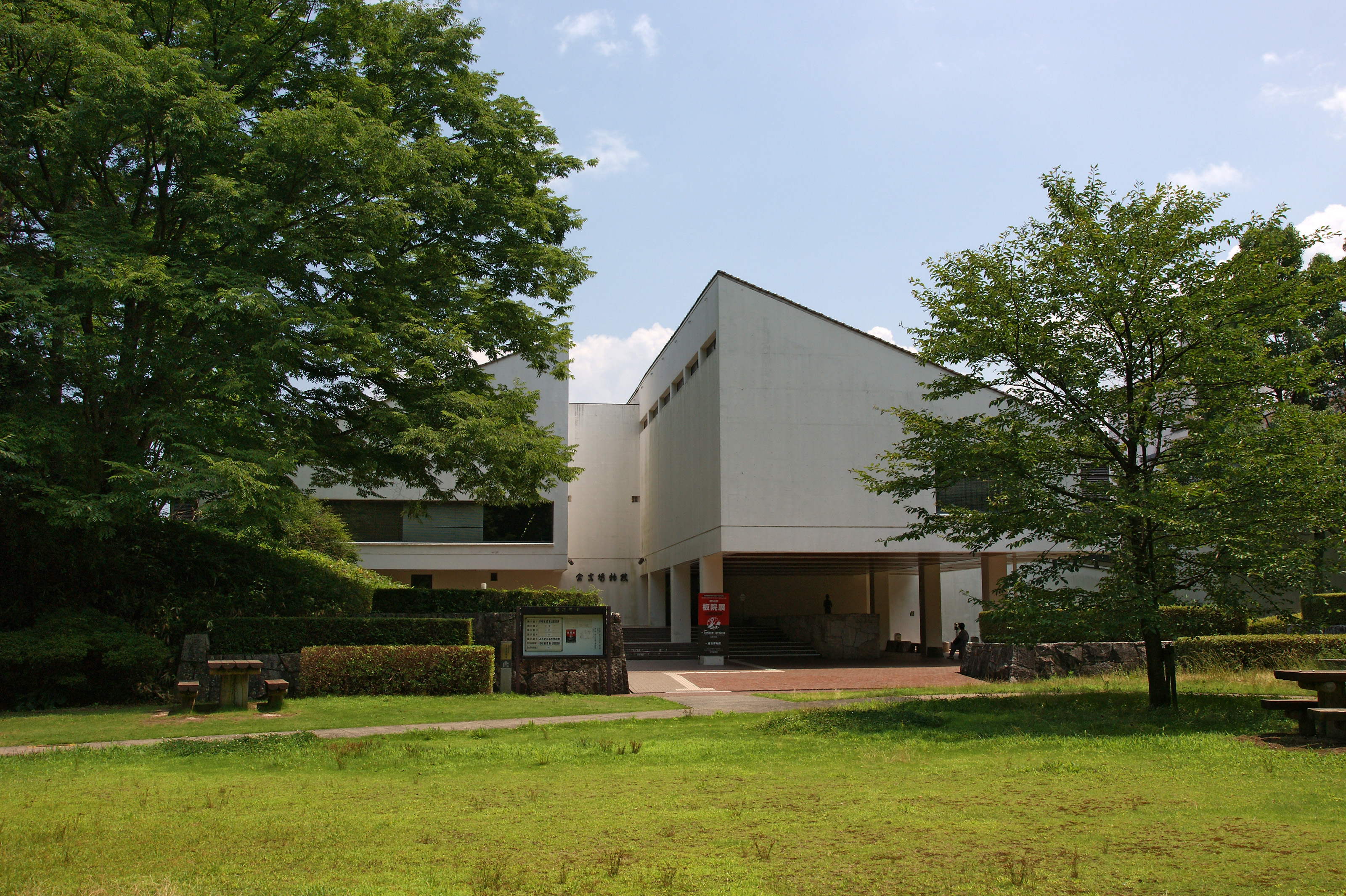
倉吉博物館
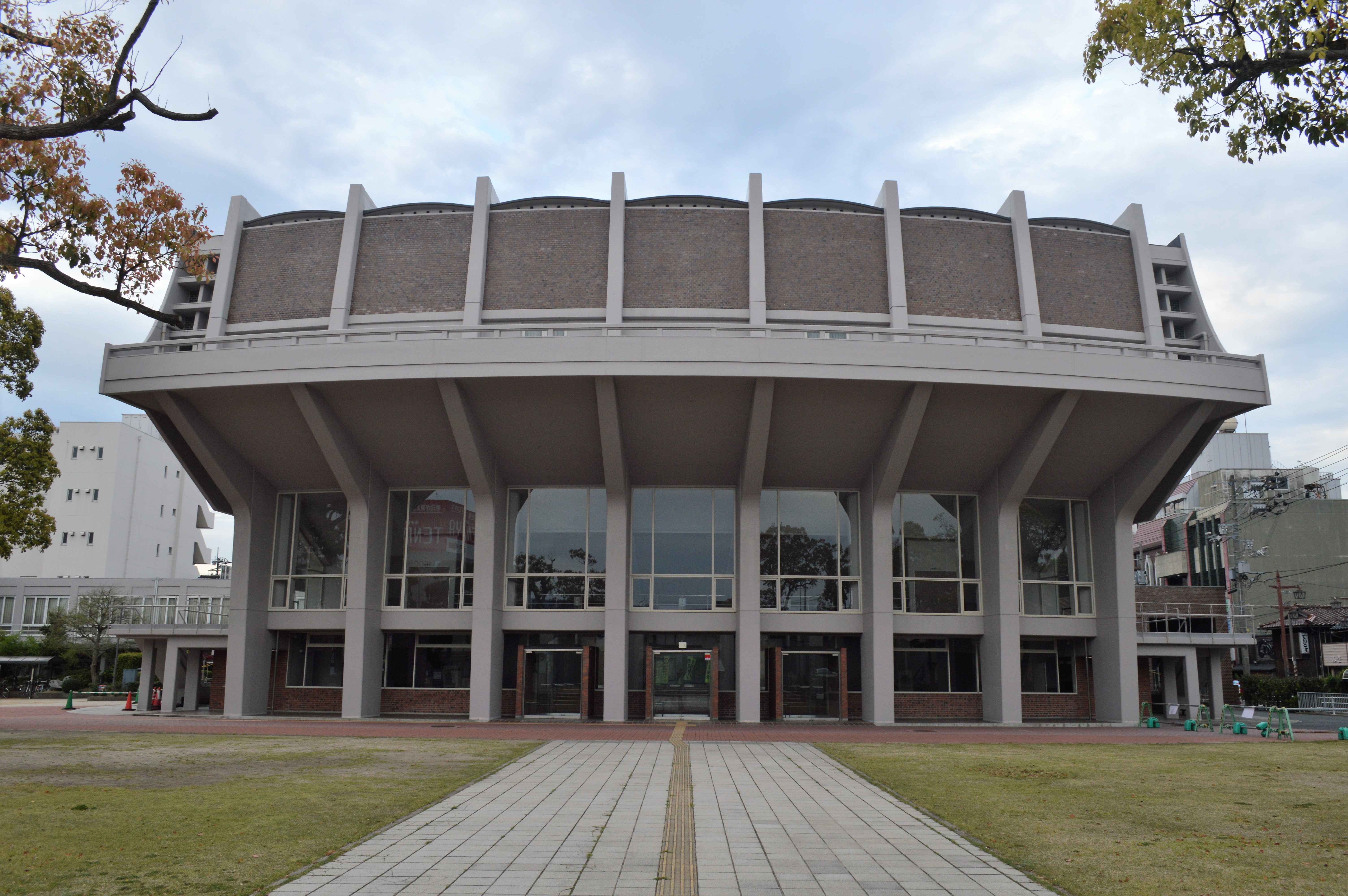
米子市公会堂
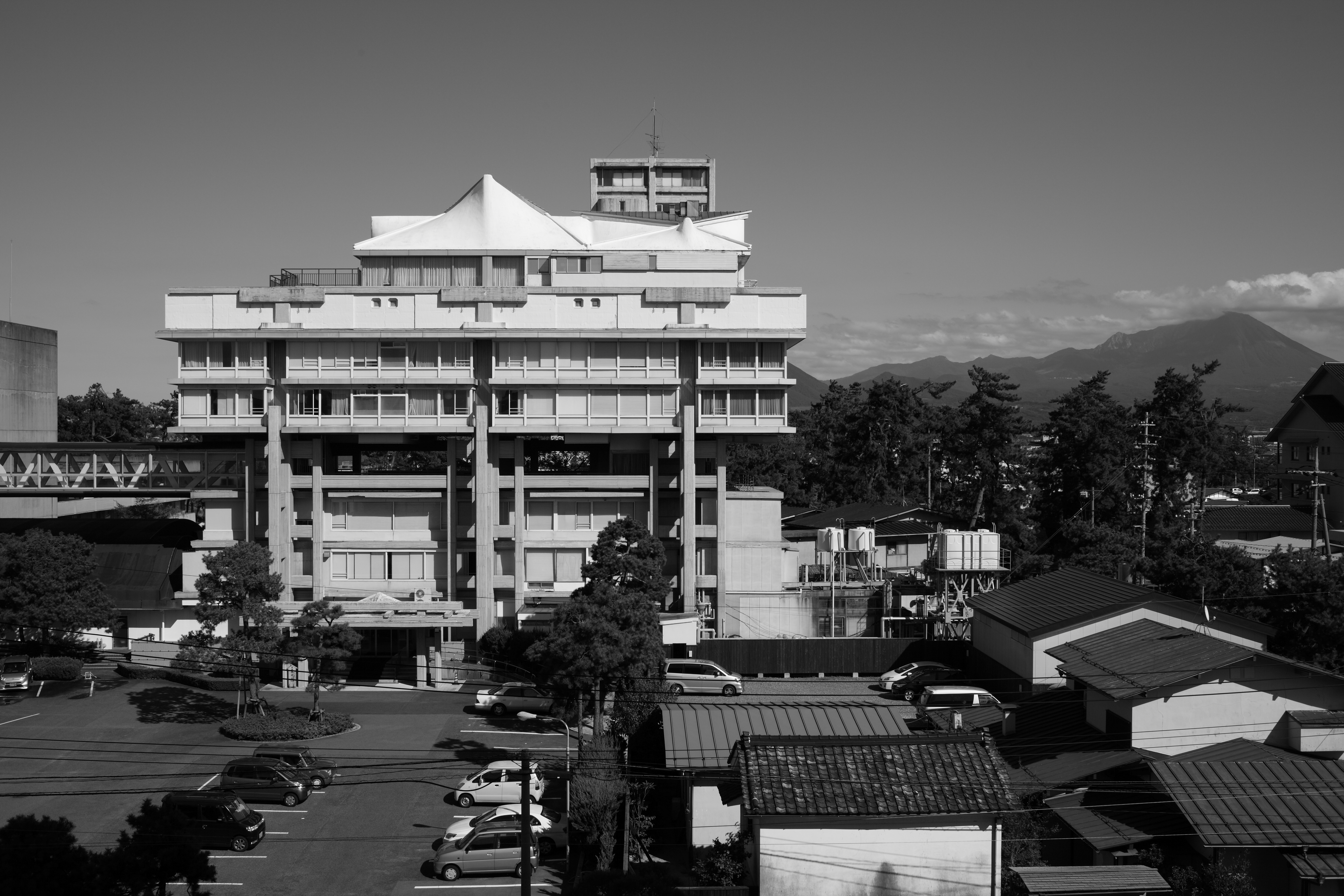
東光園

21世紀の架け橋
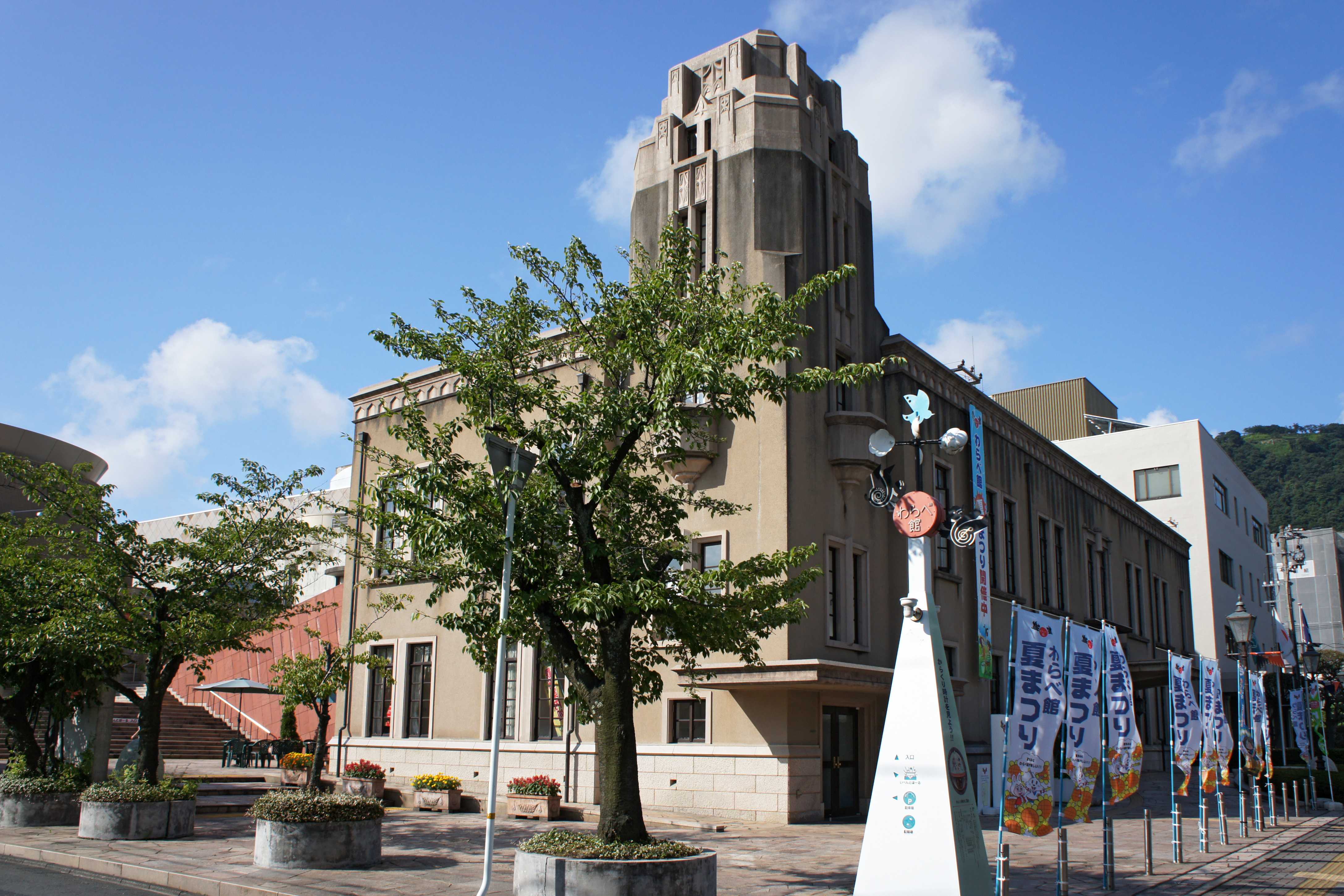
わらべ館
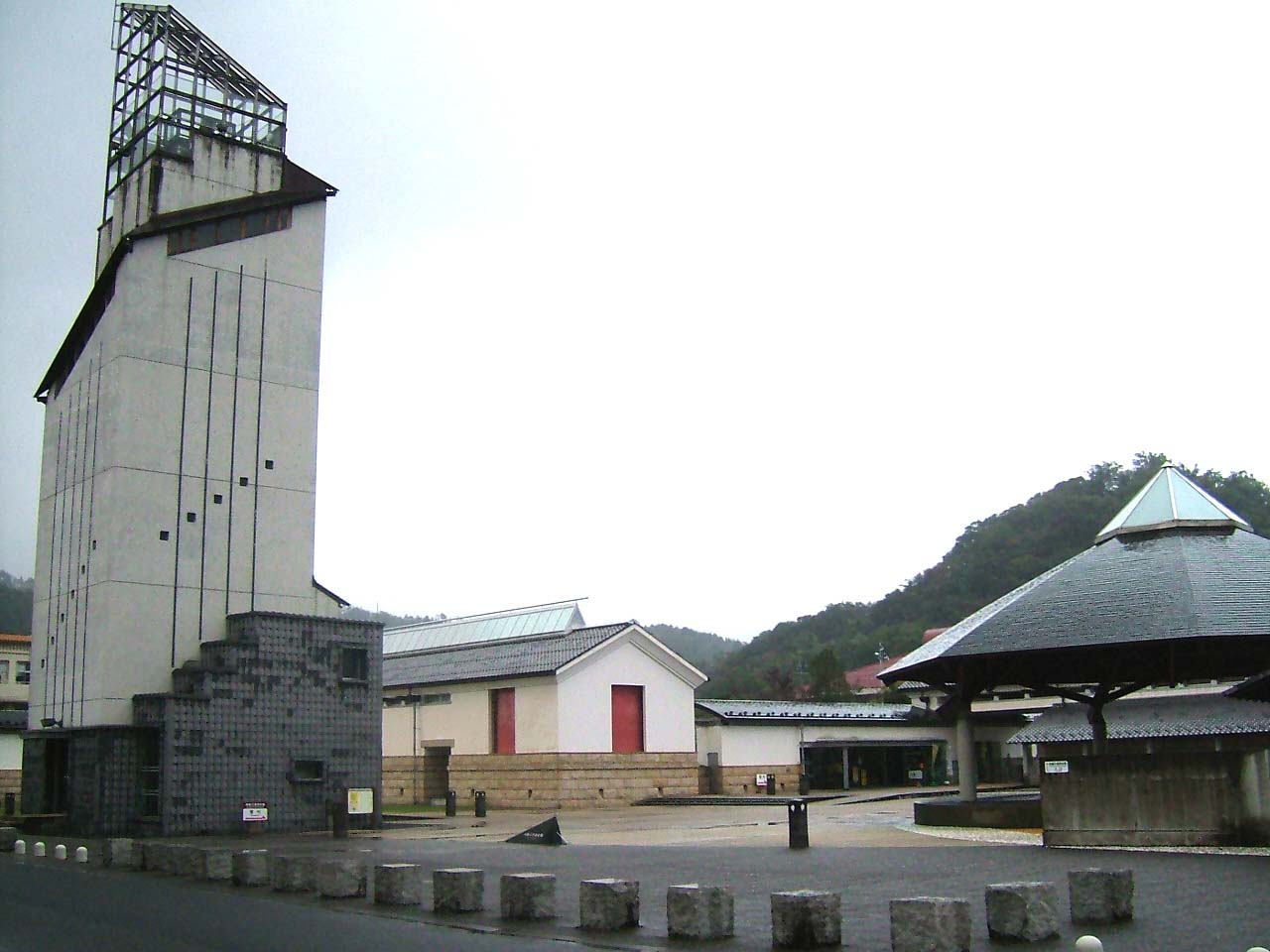
因幡万葉歴史館
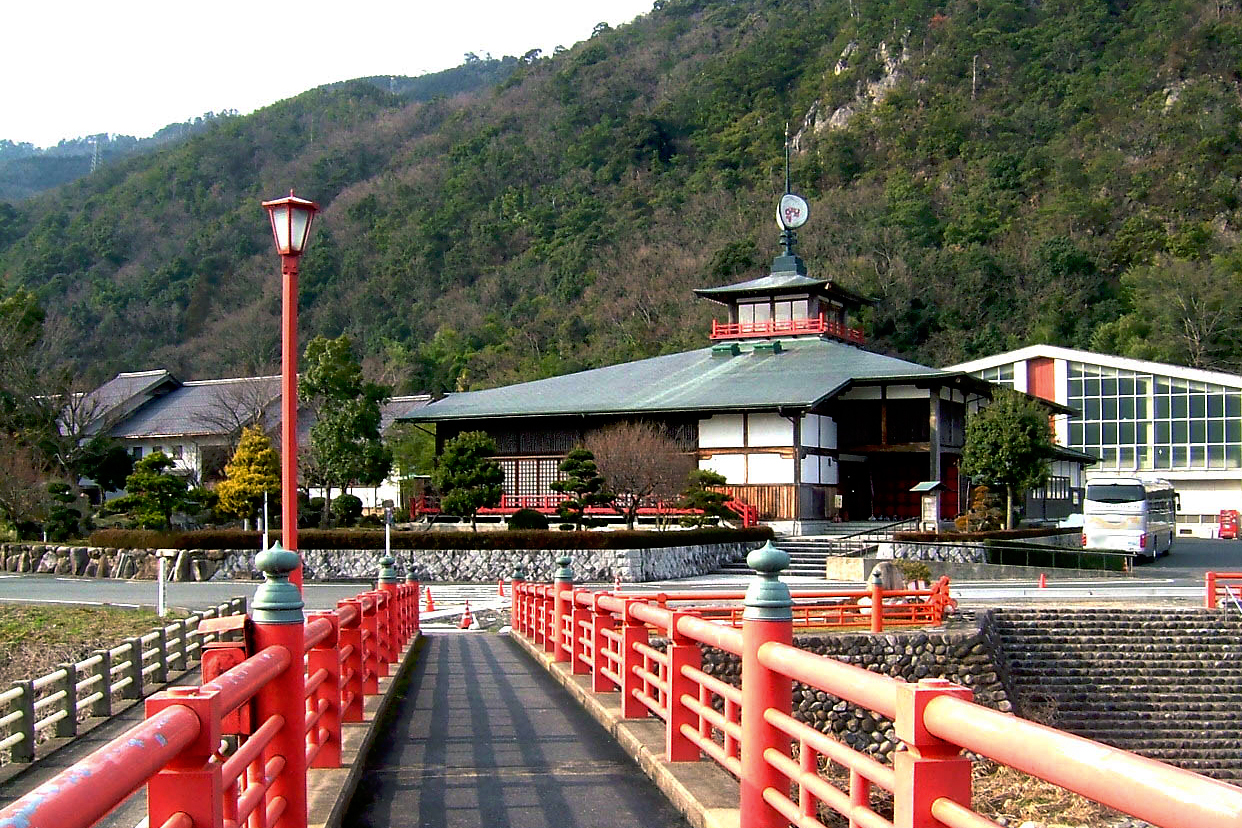
流しびなの館
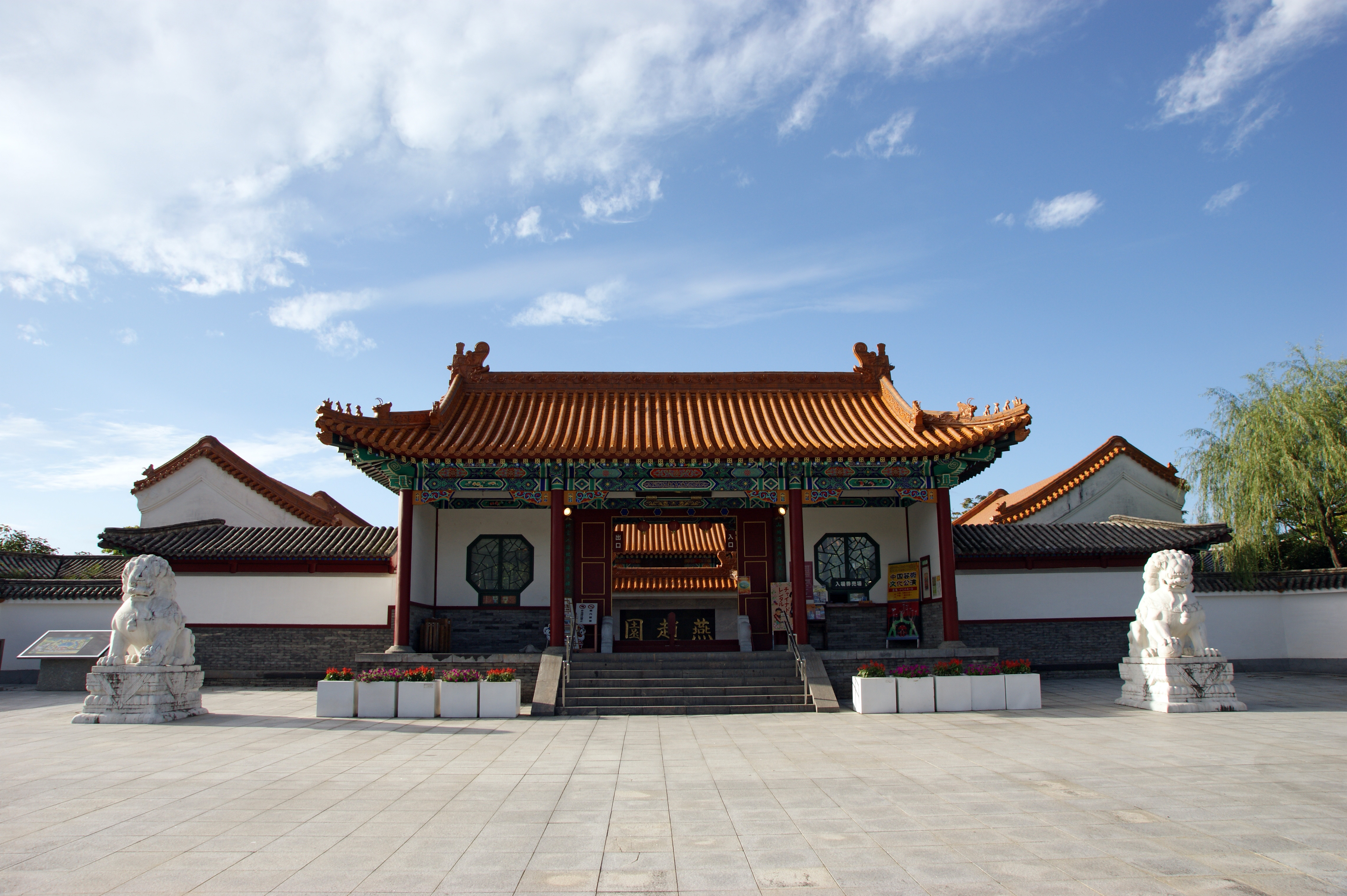
燕趙園
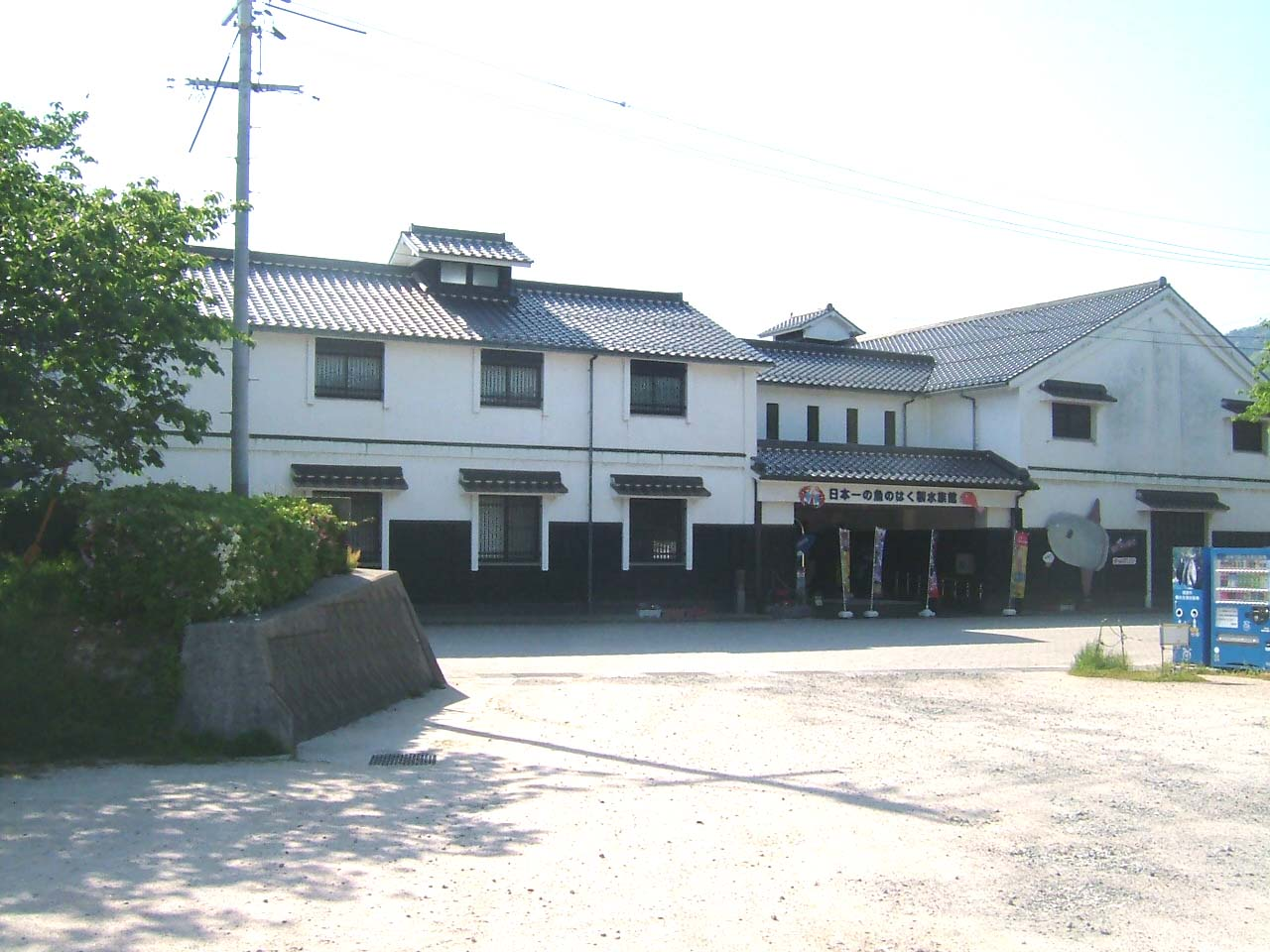
海とくらしの史料館
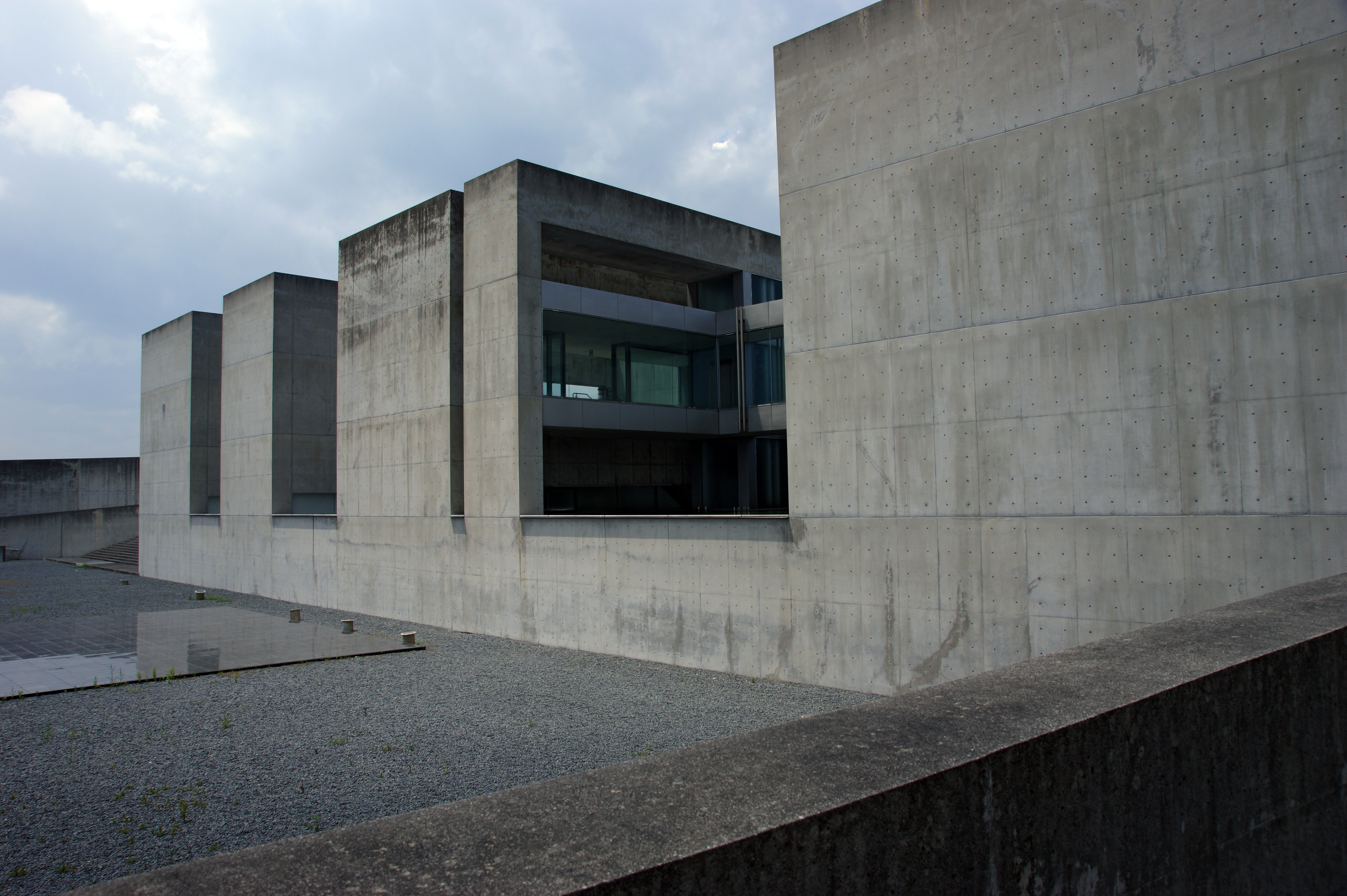
植田正治写真美術館

ふるさとの祈り
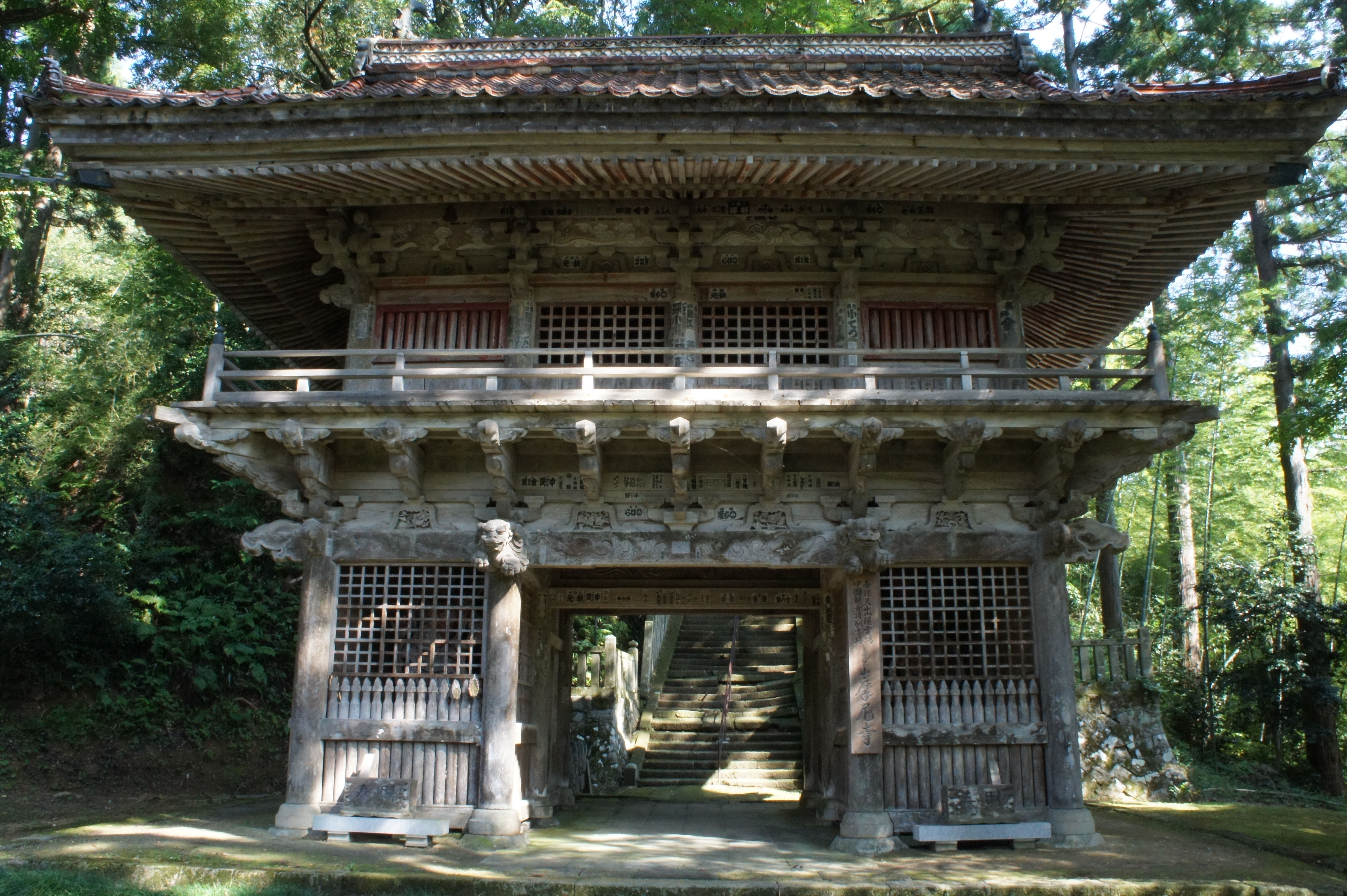
摩尼寺・仁王門
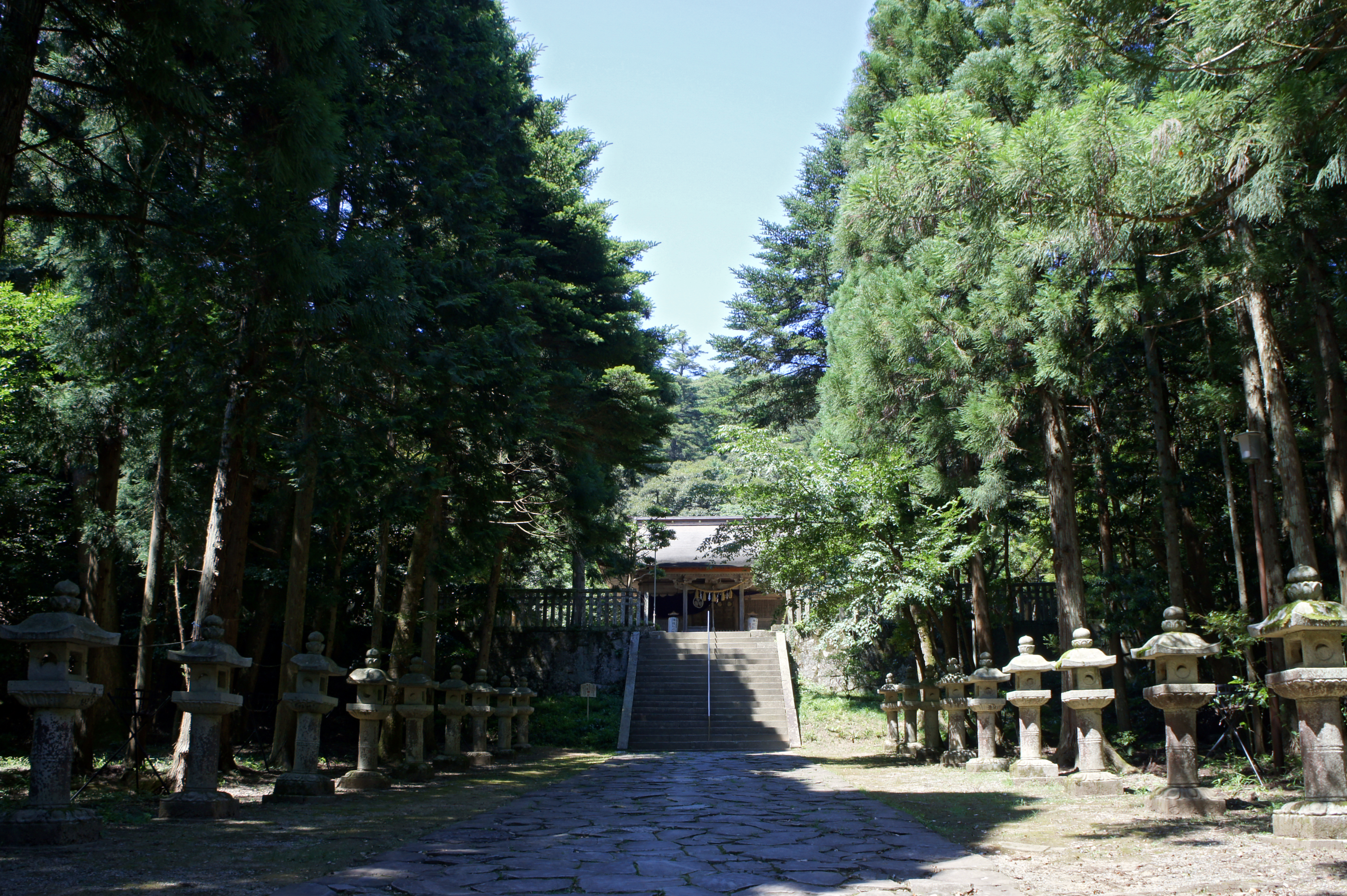
樗谿神社
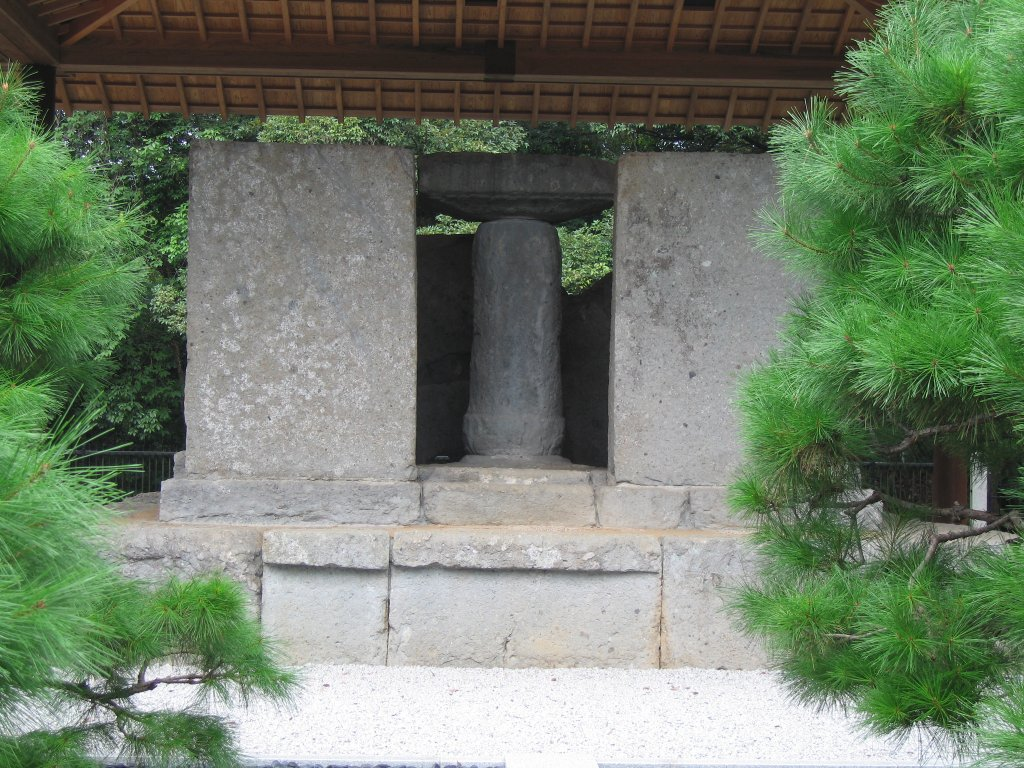
岡益の石堂
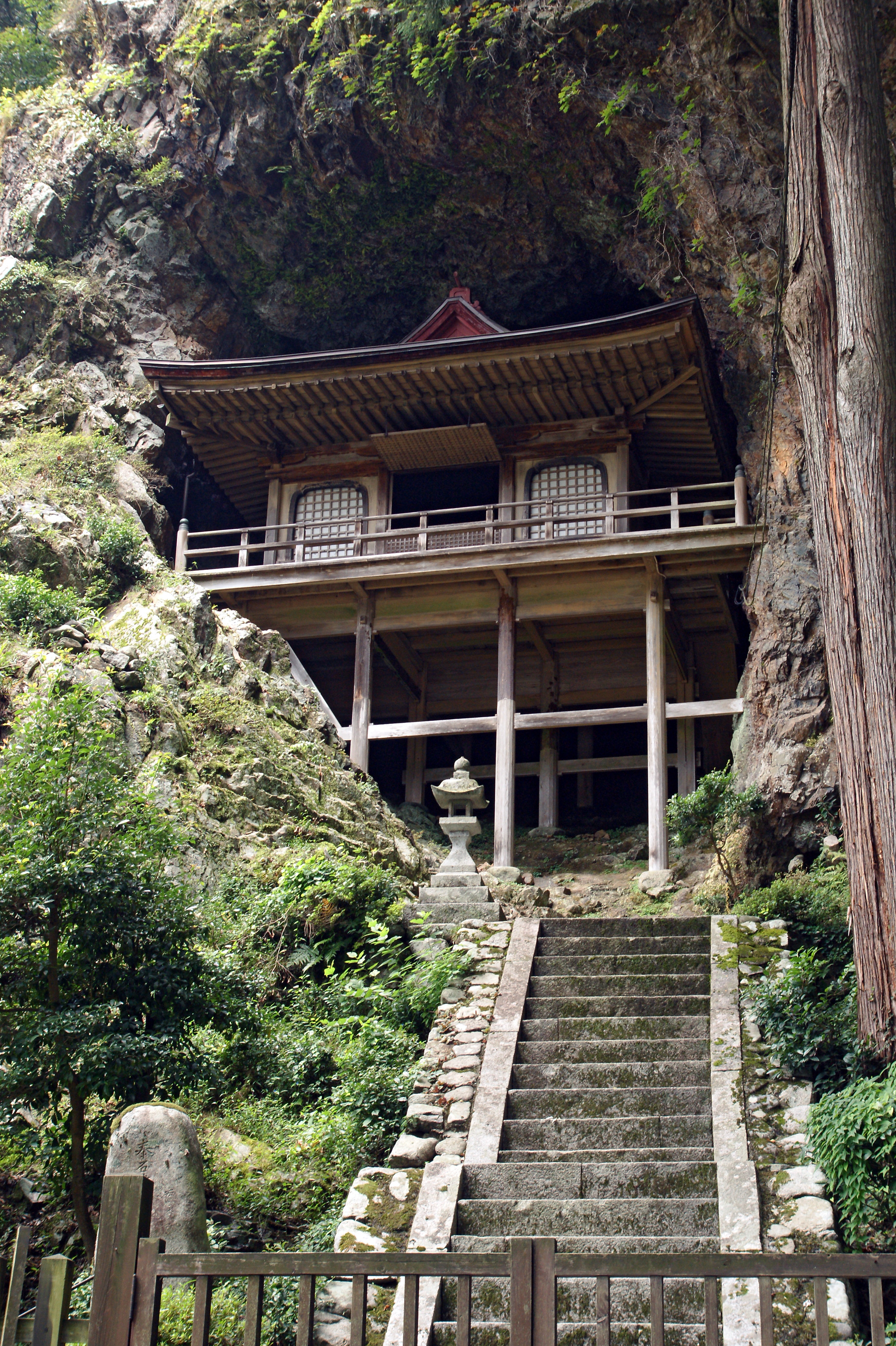
不動院岩屋堂
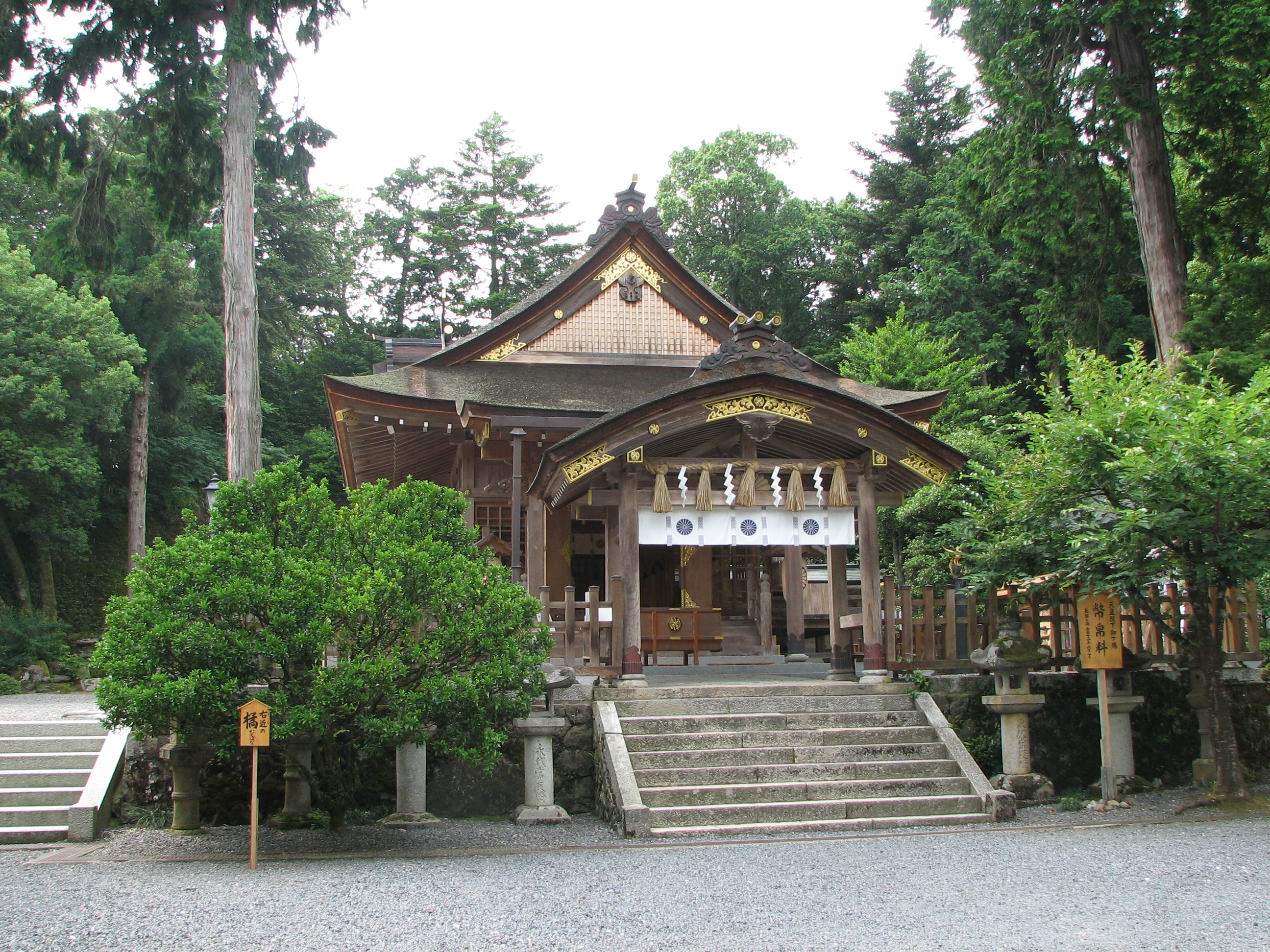
宇倍神社
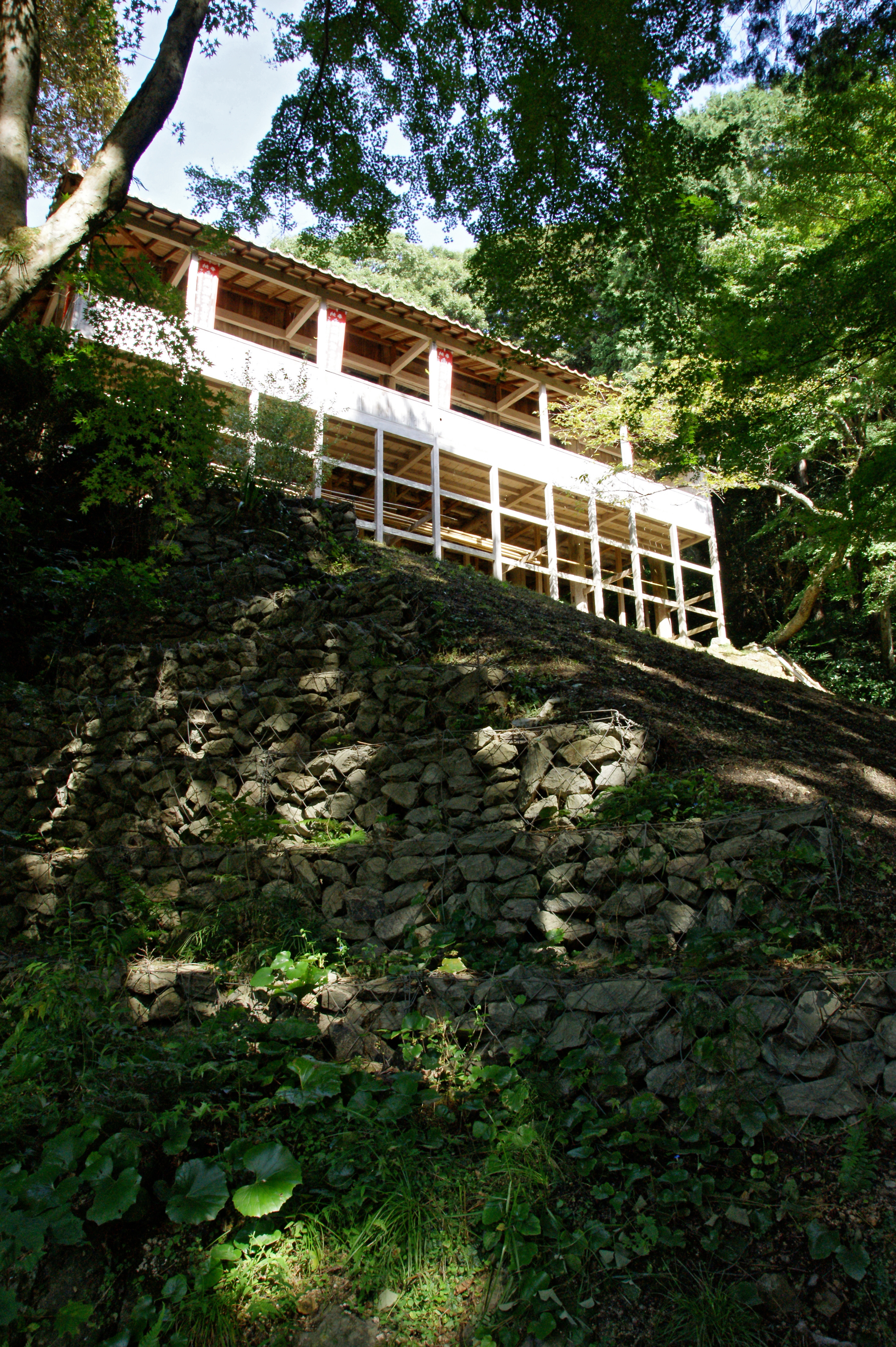
長谷寺
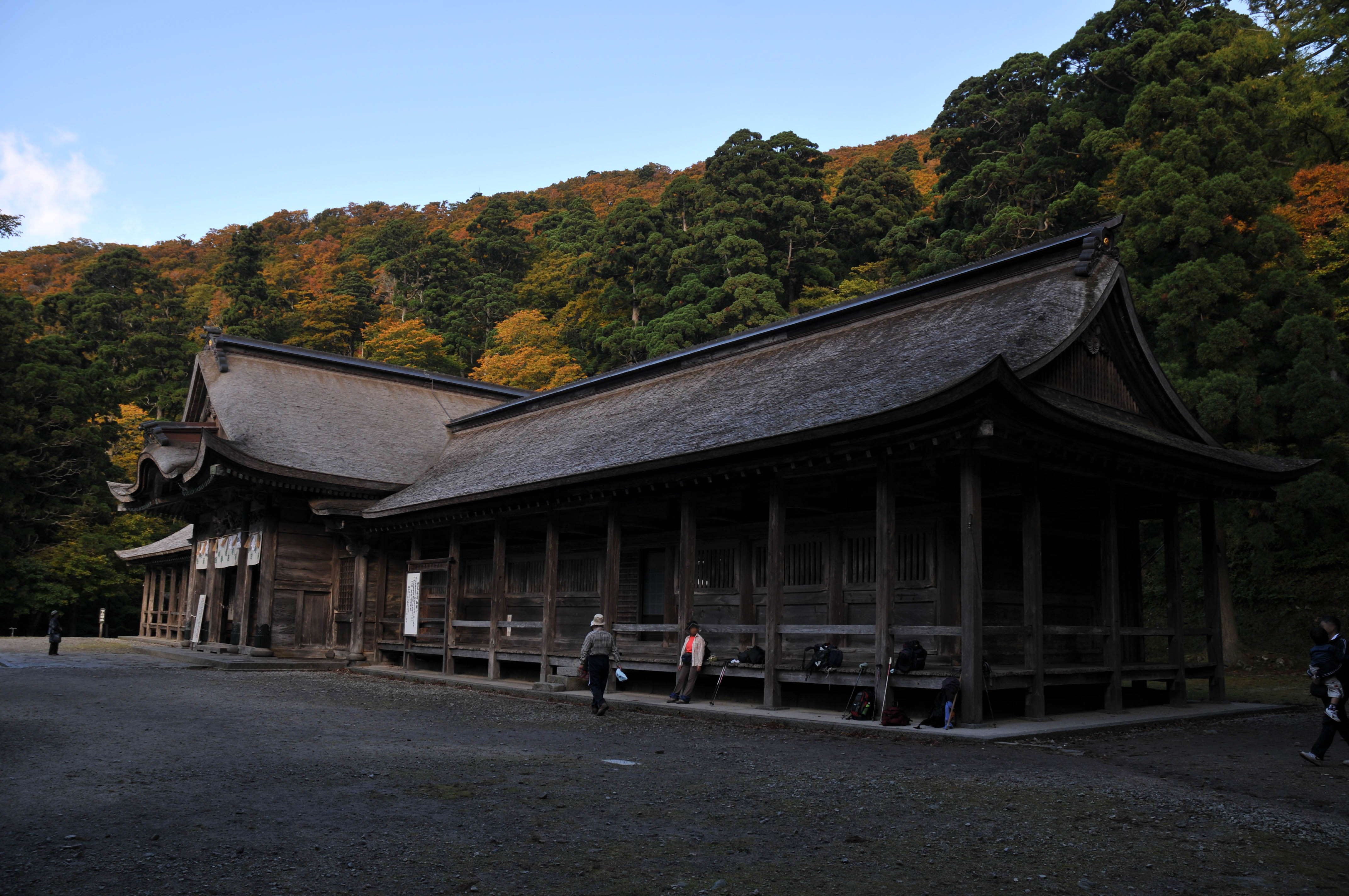
大神山神社・奥宮
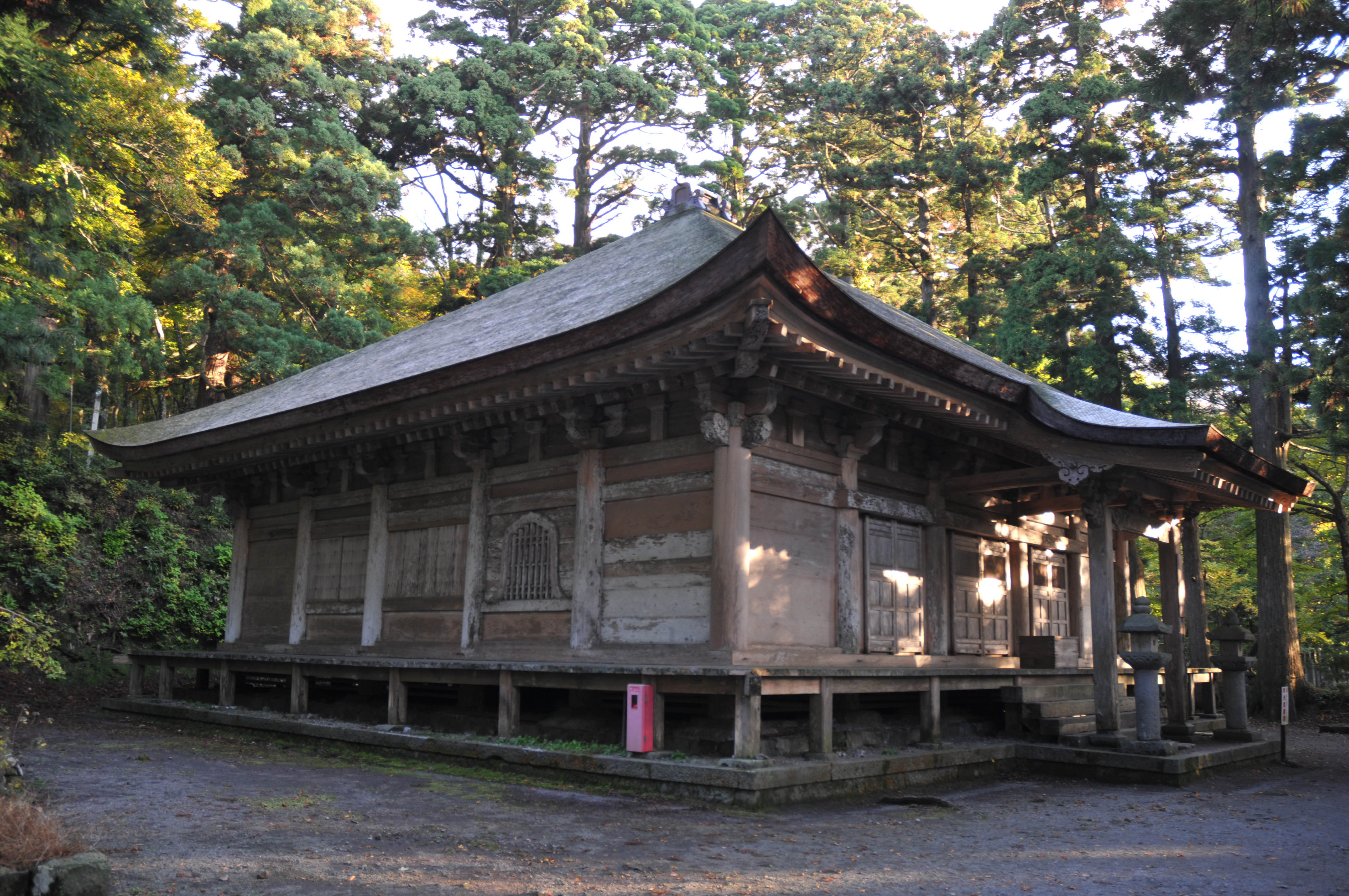
大山寺・阿弥陀堂
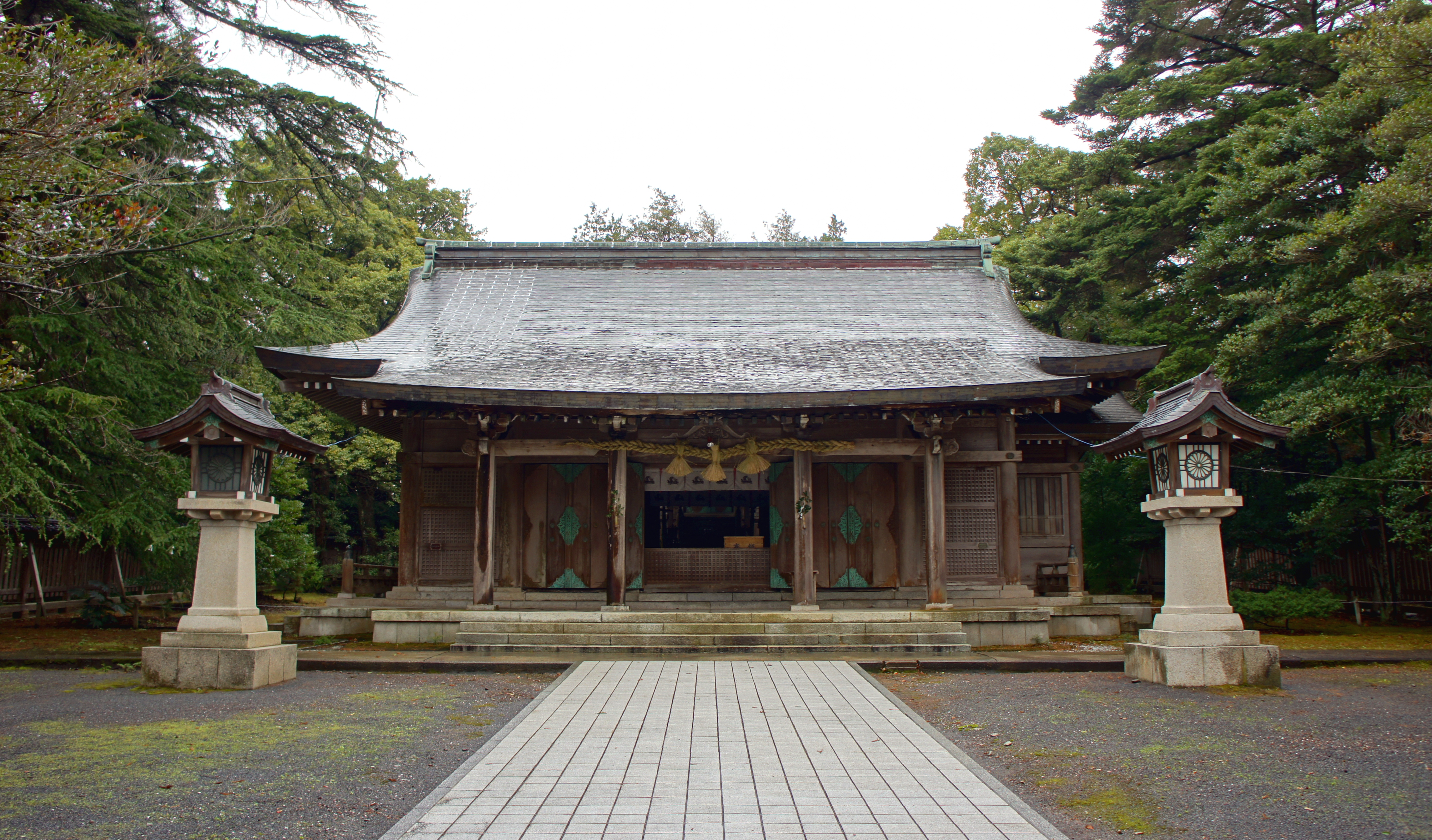
名和神社

- 物語る歴史と風土
- 三百田氏住宅
- 鳥飼家住宅
- 河本家住宅
- 門脇家住宅

浪漫と郷愁へのいざない
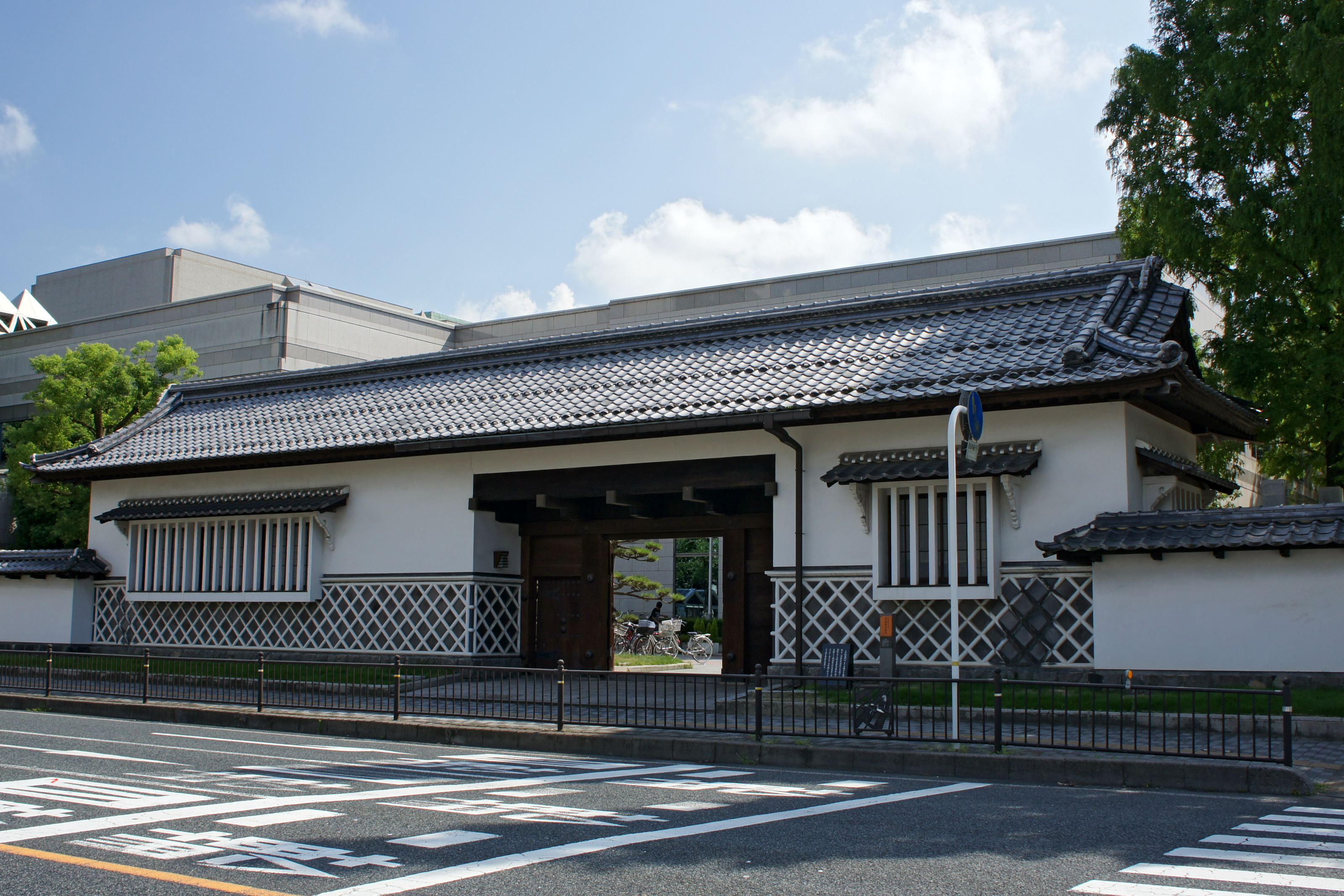
箕浦家武家門
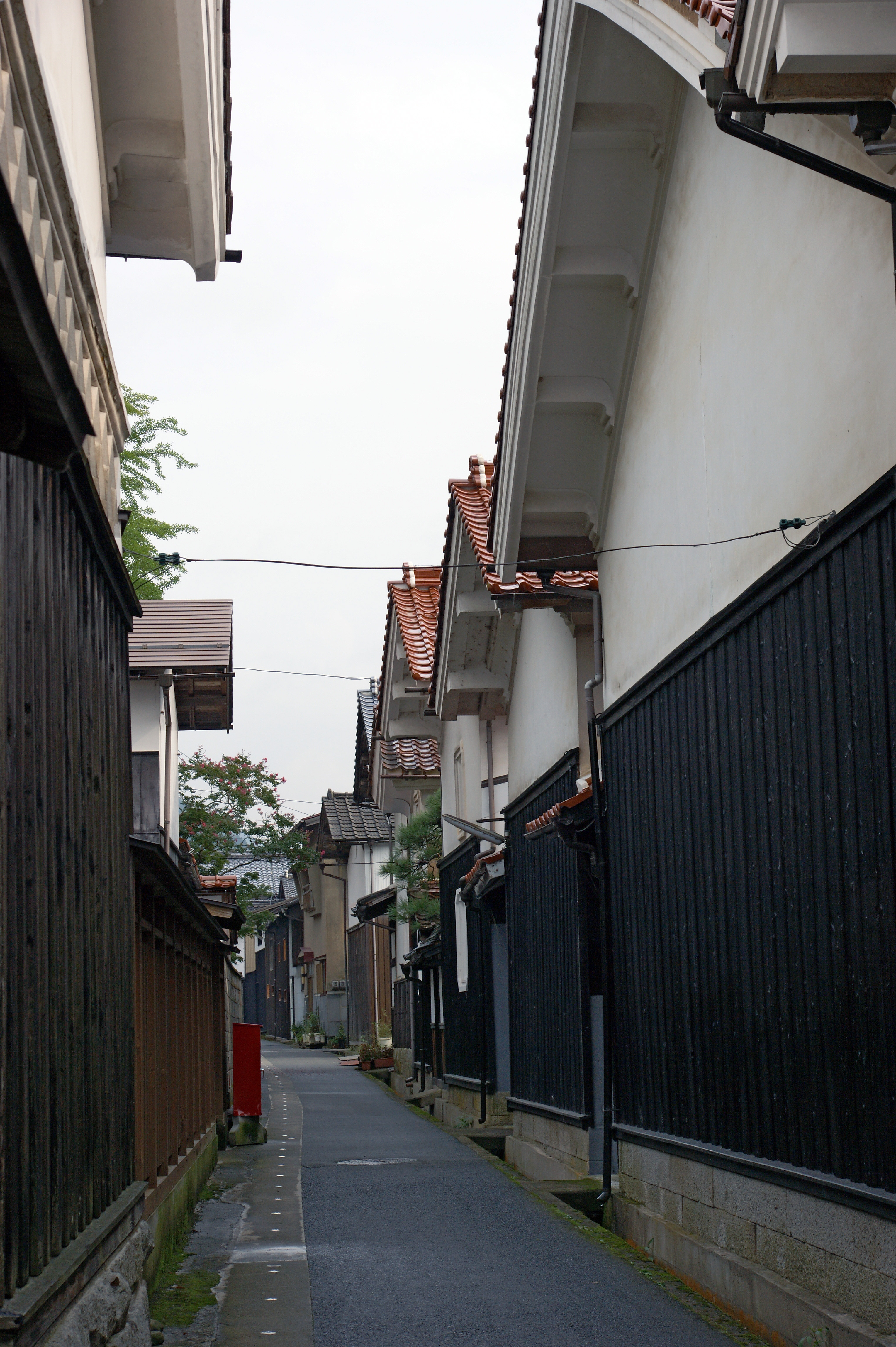
若桜宿蔵通り
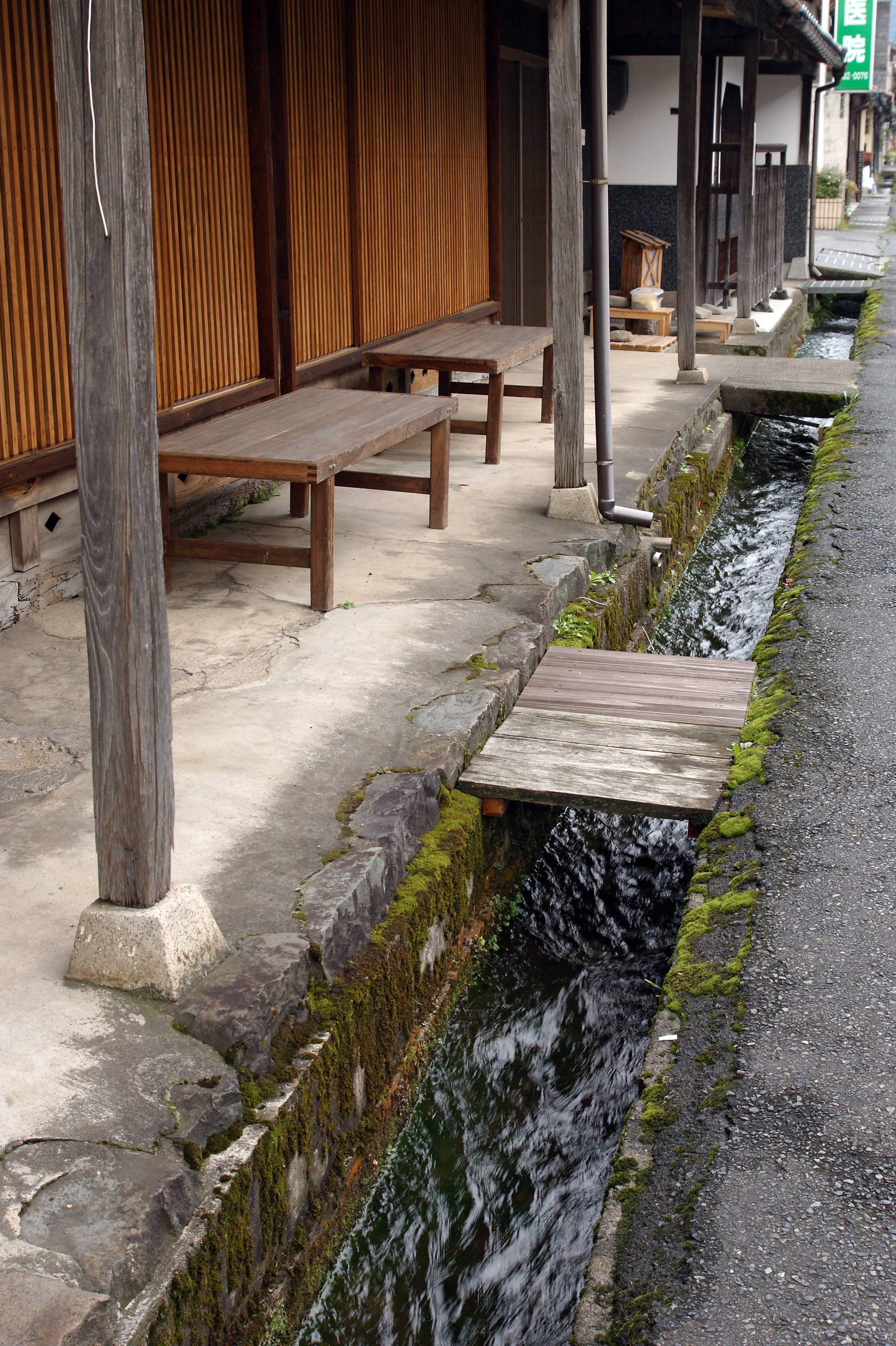
若桜宿カリヤ通り
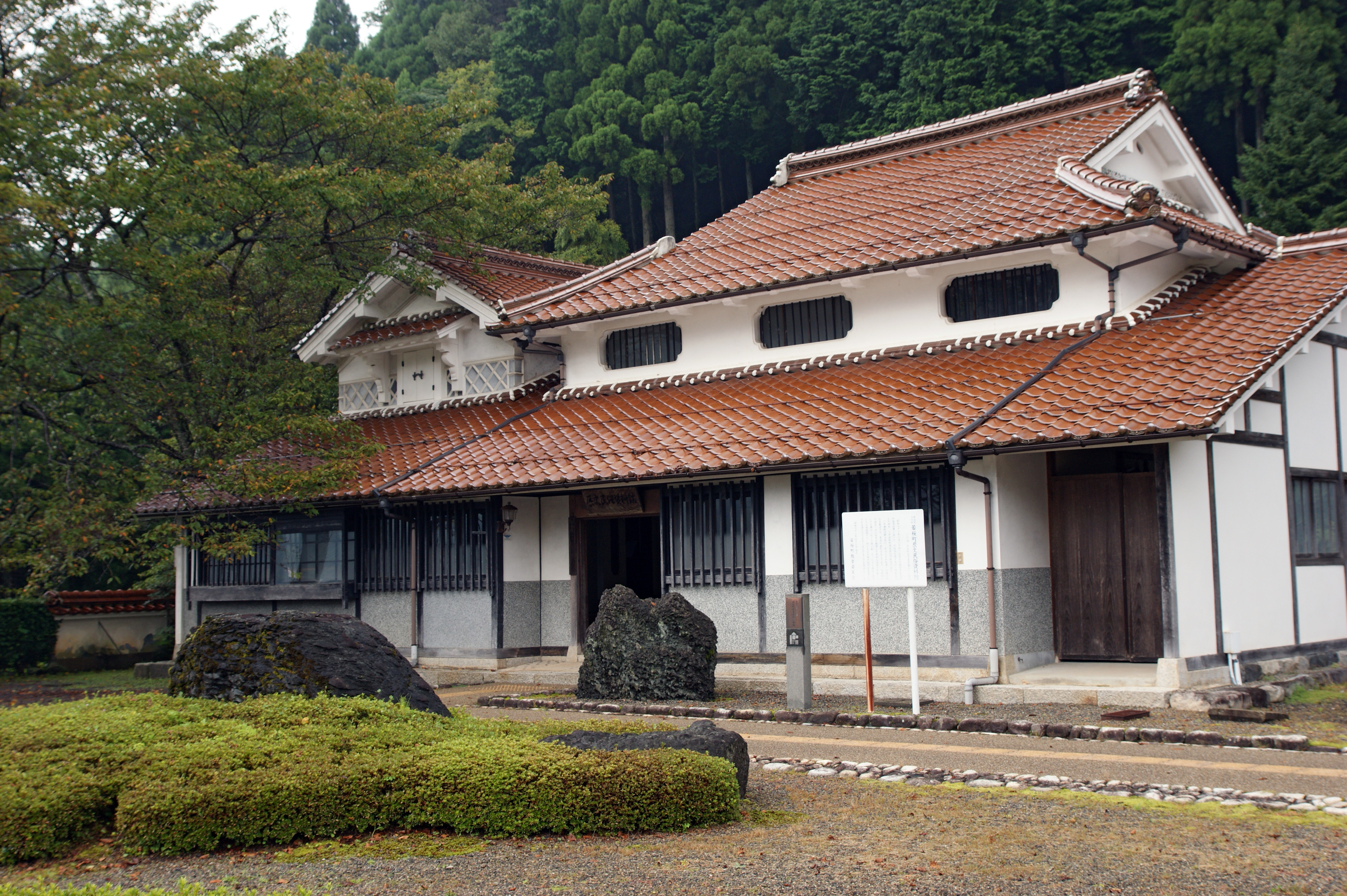
若桜町歴史民俗資料館
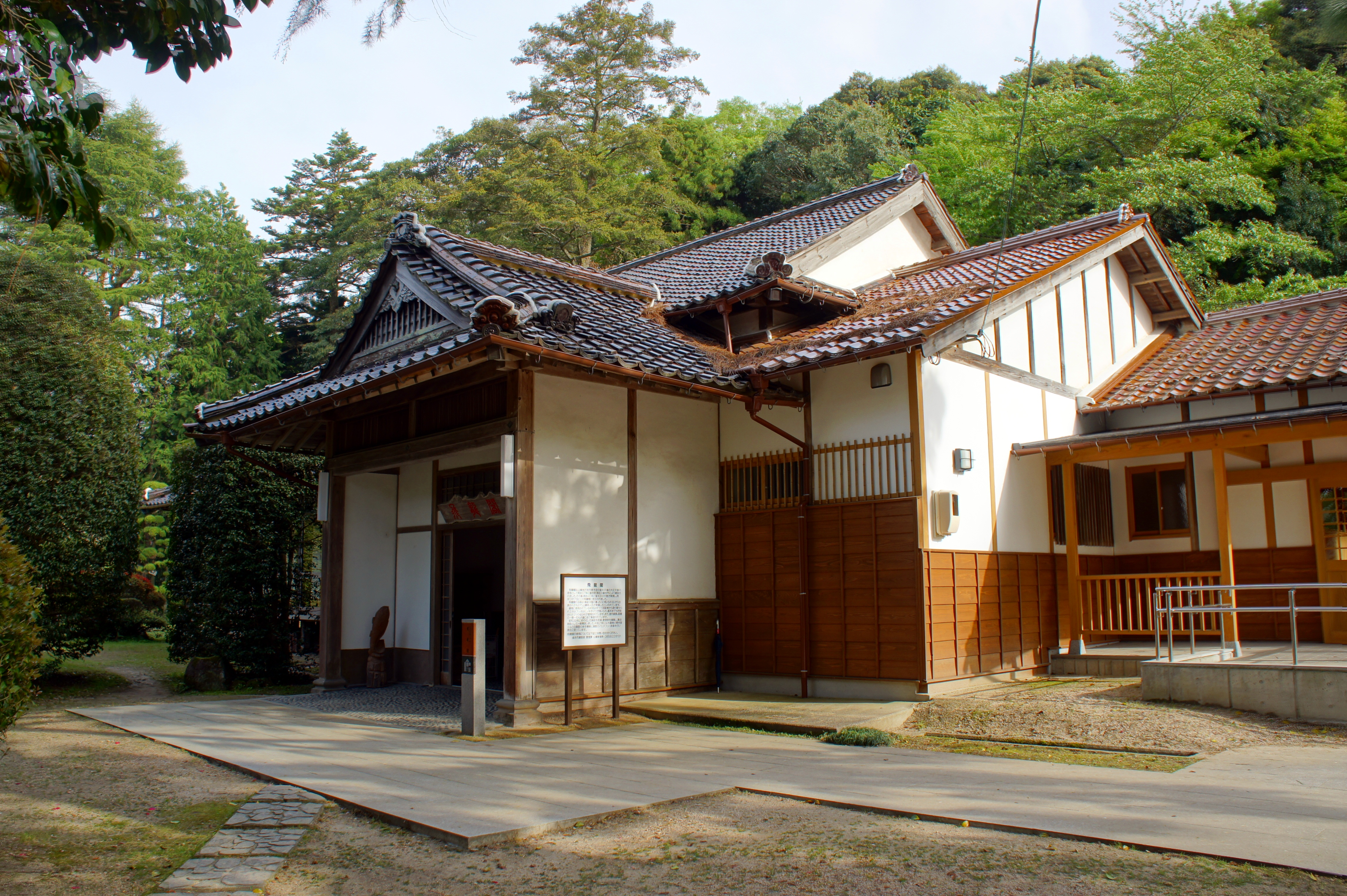
飛龍閣
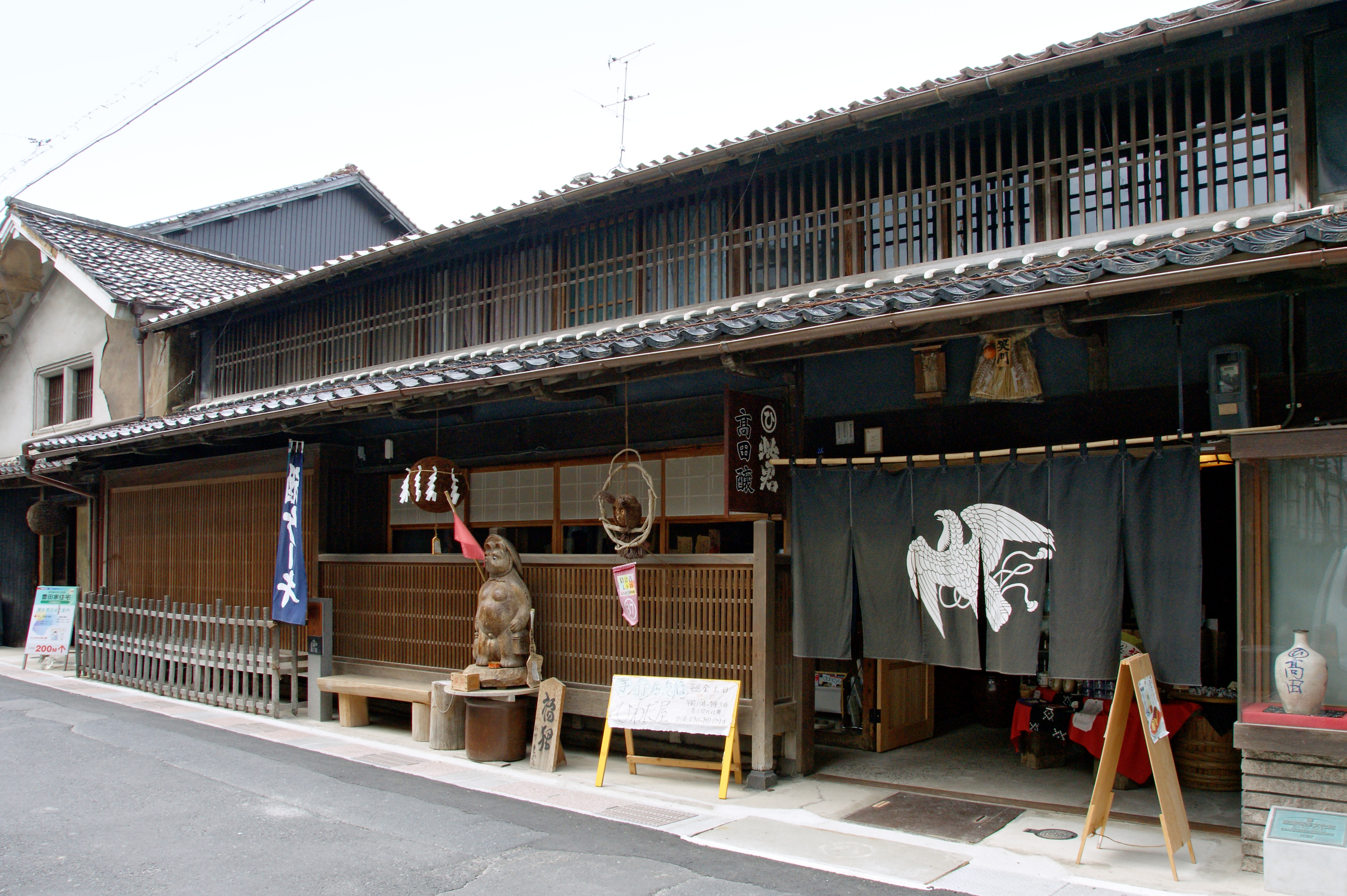
高田酒造
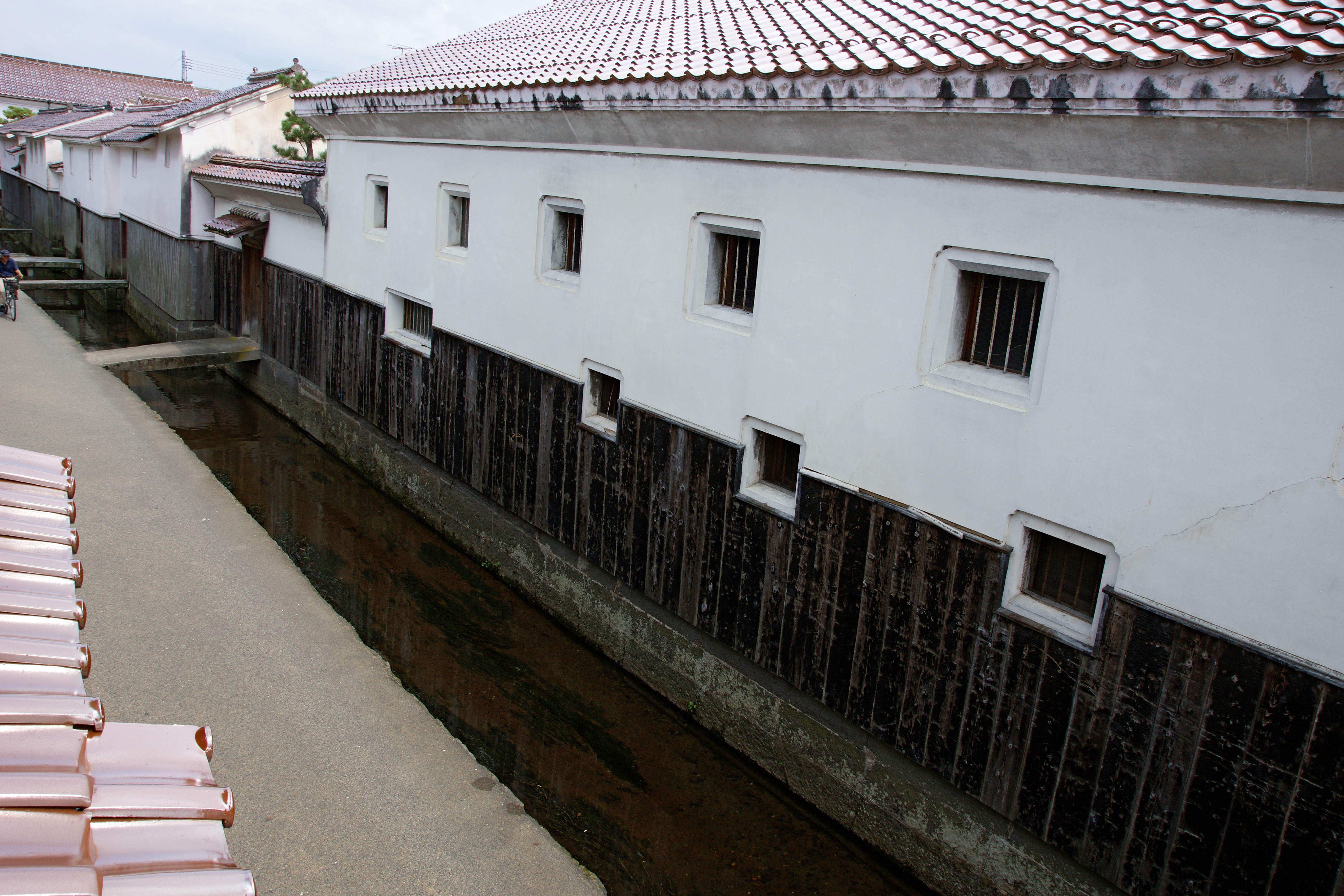
白壁土蔵群
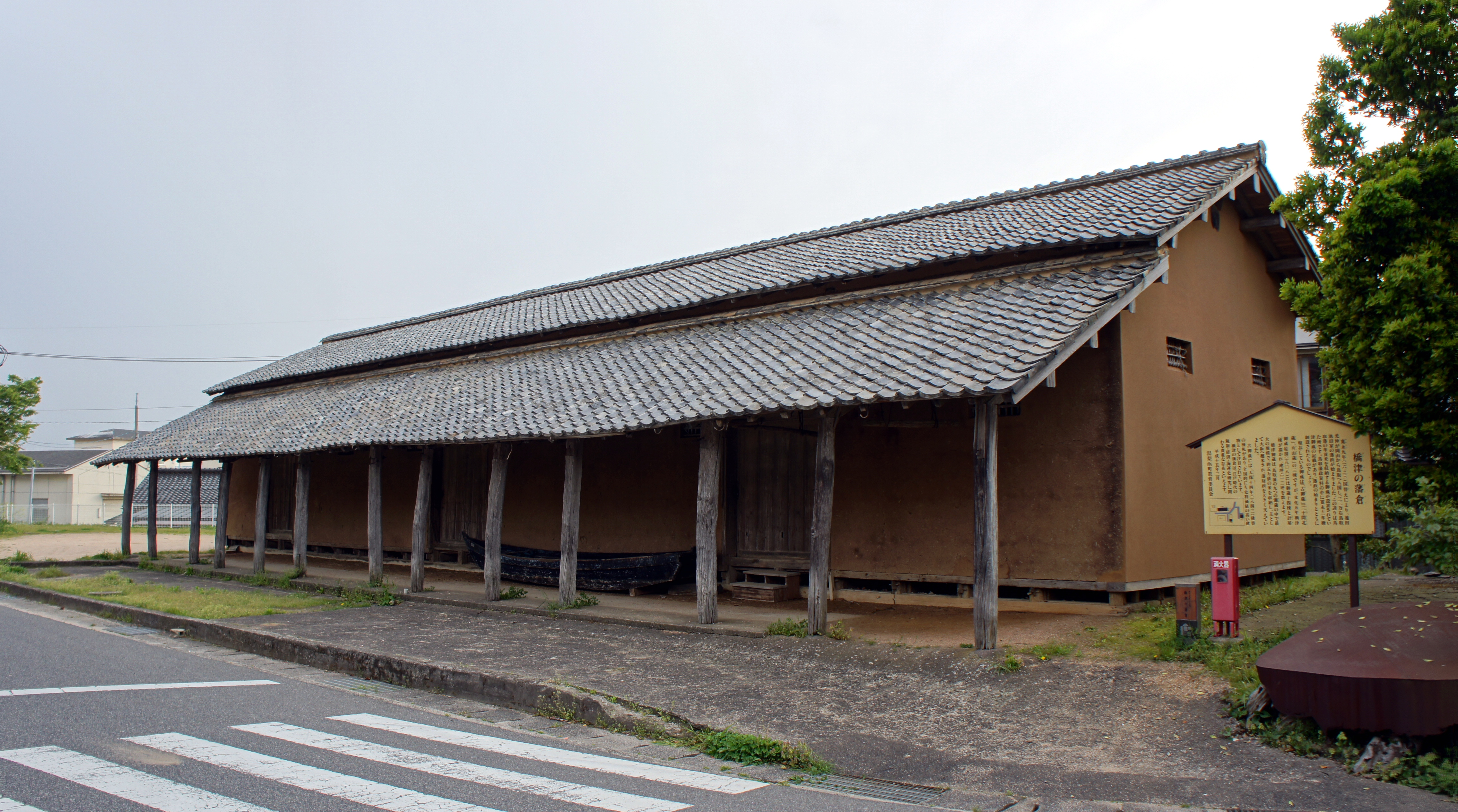
橋津の藩倉
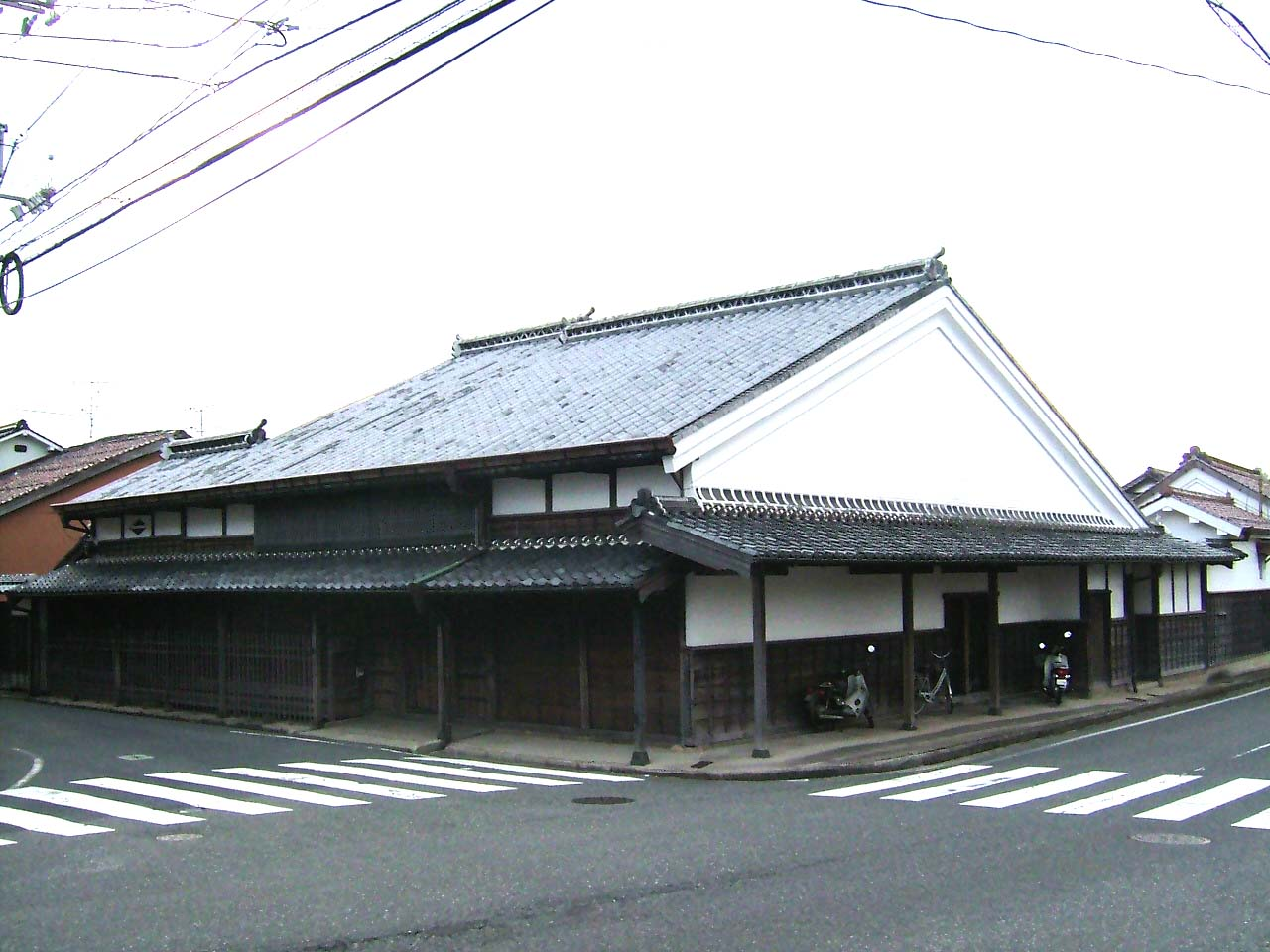
後藤家住宅

- 近代の息吹
- 仁風閣
- 五臓圓ビル
- 上町グランドアパート
- 旧岩井小学校
- 鳥取高等農業学校
- 旧山形小学校
- 倉吉大店会
- 旧倉吉町水源地ポンプ室
- 旧米子市庁舎
- 坂口合名ビル
- 日野町歴史民俗資料館
- 山陰合同銀行根雨支店

- 薫り立つとっとり文化
- 鳥取県立博物館
- プラザ佐治・佐治村役場
- 倉吉市庁舎
- 倉吉博物館
- 米子市公会堂
- 東光園

- 21世紀の架け橋
- わらべ館
- 因幡万葉歴史館
- 流しびなの館
- 燕趙園
- 海とくらしの史料館
- 植田正治写真美術館